# Pozzo sacro nuragico

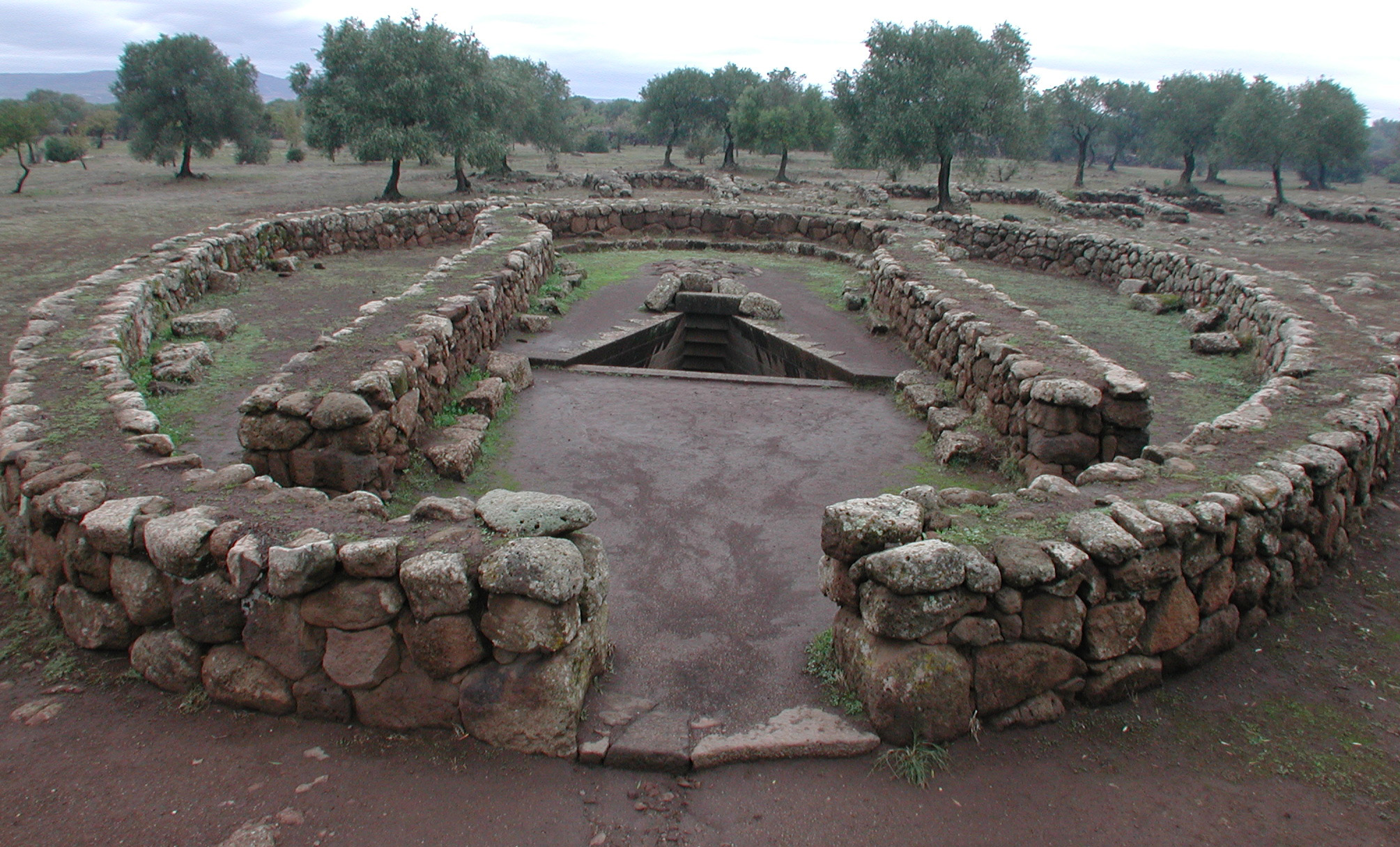
Pozzo sacro di Santa Cristina di Paulilatino

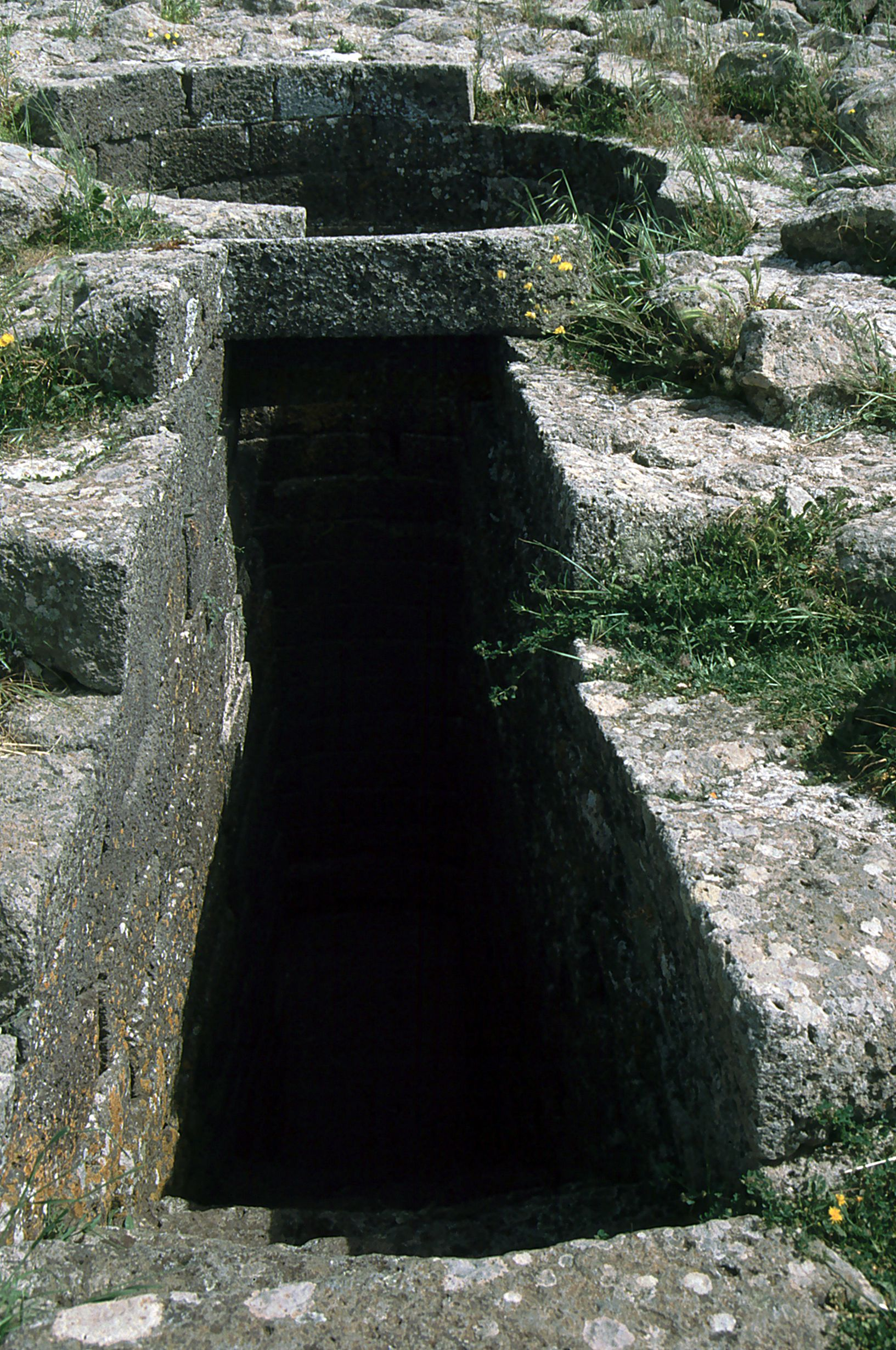
Pozzo sacro del santuario nuragico di Santa Vittoria di Serri

Il pozzo sacro nuragico è una particolare struttura templare ipogeica presente in Sardegna e destinata durante l'Età del bronzo al culto delle acque.

## Descrizione
La sua struttura architettonica è ritenuta tra le più elaborate presenti nell'Isola ed è un chiaro esempio della maestria costruttiva raggiunta dai Nuragici. Si trova su tutto il territorio isolano e insieme alle tombe dei giganti e ai tempietti a megaron testimonia lo spirito profondamente religioso delle popolazioni sarde durante la civiltà nuragica.

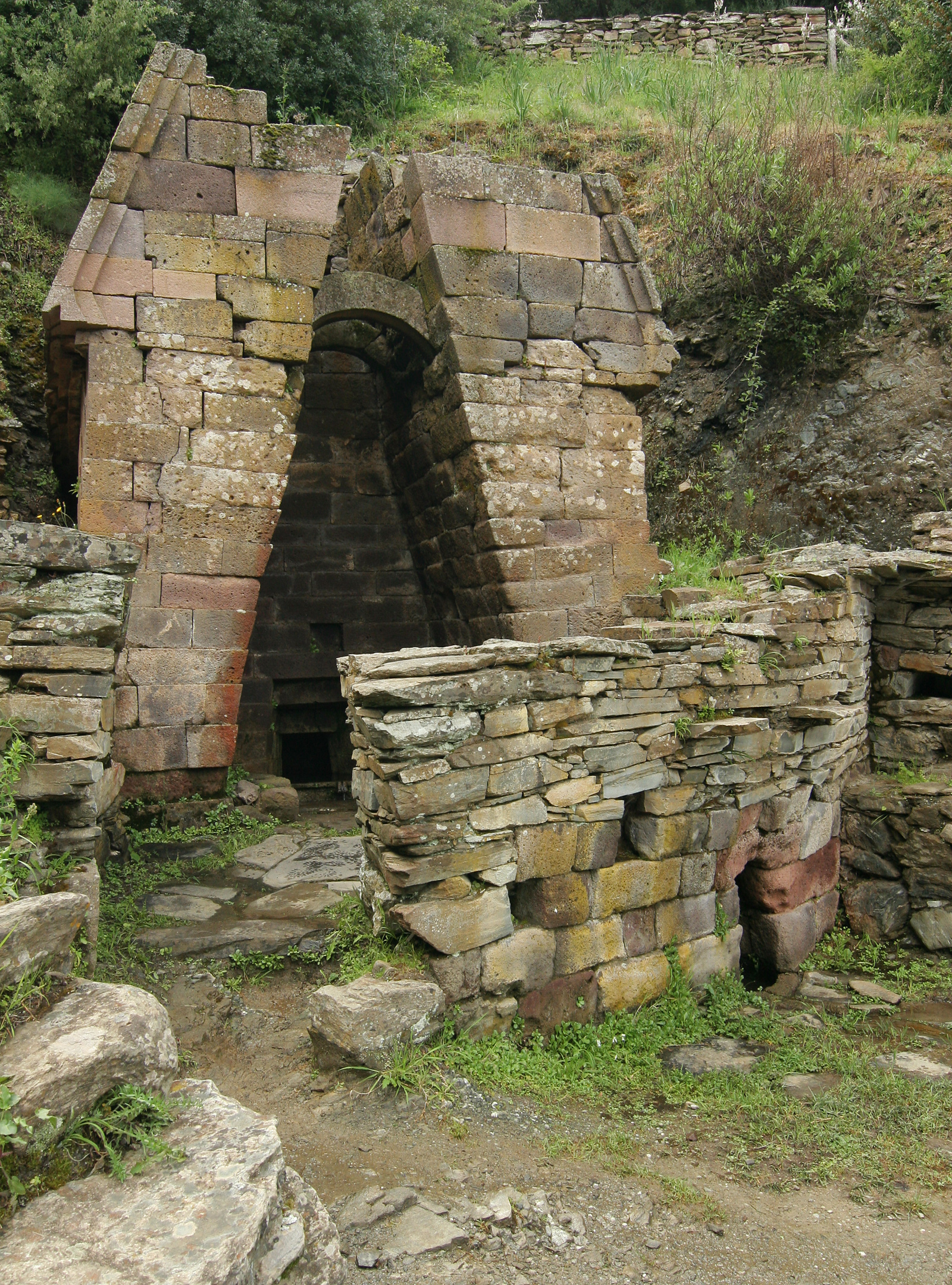
La fonte sacra Su Tempiesu di Orune, modello architettonico dei templi dell'acqua

In Sardegna sono presenti differenti forme di luoghi sacri al culto delle acque, tuttavia i templi dell'acqua sacra possono essere catalogati come edifici di tre tipi: 
- pozzi sacri, cioè pozzi o camere rivestiti di pietra scavati a varie profondità che consentono di raccogliere l'acqua sotterranea;
- fonti sacre, bacini o camere superficiali di pietra per la raccolta di acqua sorgiva. Alcune fonti sacre tuttavia hanno strutture molto elaborate che le rendono simili a pozzi sacri, per esempio Su Tempiesu di Orune che viene considerato come il prototipo architettonico dell'architettura dei templi dell'acqua sacra, fonti e pozzi;
- rotonde, edifici a pianta circolare, spesso con atrio rettangolare, senza un'adduzione idrica diretta da falda o da sorgente, nelle quali venivano celebrati culti dell'acqua sacra, databili attorno al Bronzo recente e finale.

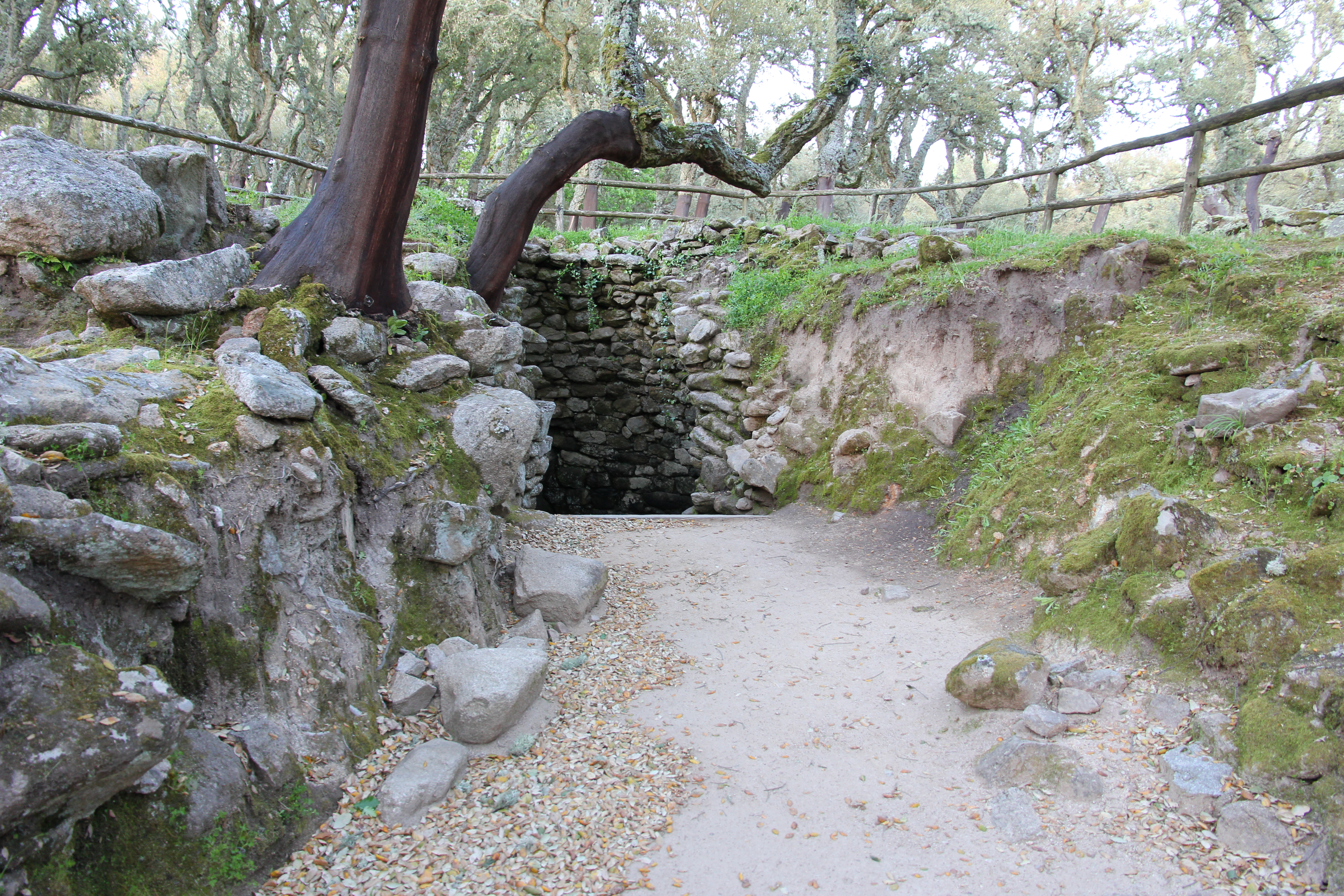
La fonte sacra del complesso nuragico di Su Romanzesu

I pozzi sacri, per la maggior parte, sono costruiti su terreno piano o quasi piano e non addossati alla costa della collina, mentre le fonti sono spesso ricavate proprio in corrispondenza della sorgente anche su terreni molto in pendenza come il già citato Su Tempiesu.
I pozzi tendono ad avere una struttura più elaborata e più maestosa rispetto alle fonti, anche se in alcuni casi è difficile distinguere su base architettonica tra pozzo e fonte. Le fonti sono generalmente dotate di strutture semi-ellittiche, con un atrio nella parte anteriore e spesso una cameretta anche a tholos nella parte posteriore, con opere idrauliche semplici ma ben formate, come canalette in pietra che in alcuni casi sono legate da giunzioni in piombo. Nei pozzi non sempre l'atrio è presente ed in alcuni casi la scala è ridotta ad alcuni gradini oppure è assente e sostituita da un piano inclinato dall'atrio alla camera a volta. Ci sono poi alcuni templi dell’acqua sacra che sono ibridi tra il pozzo e la fonte come quello di Su Romanzesu di Bitti che è classificato come fonte da Webster e come pozzo da Depalmas.
Le rotonde sono state ascritte solo recentemente al culto dell'acqua. Sono state definite rotonde anche altri edifici nuragici a pianta circolare di dimensioni più contenute con un sedile perimetrale ed un bacile in pietra al centro.

## Distribuzione geografica
I templi dell'acqua sacra sono presenti in tutto il territorio sardo. Ciò ha suggerito agli studiosi che i motivi della loro costruzione, dettati da considerazioni di tipo sociale, furono molto diffusi ed i culti in essi praticati molto adattabili alle differenti situazioni.

## Pozzi e fonti

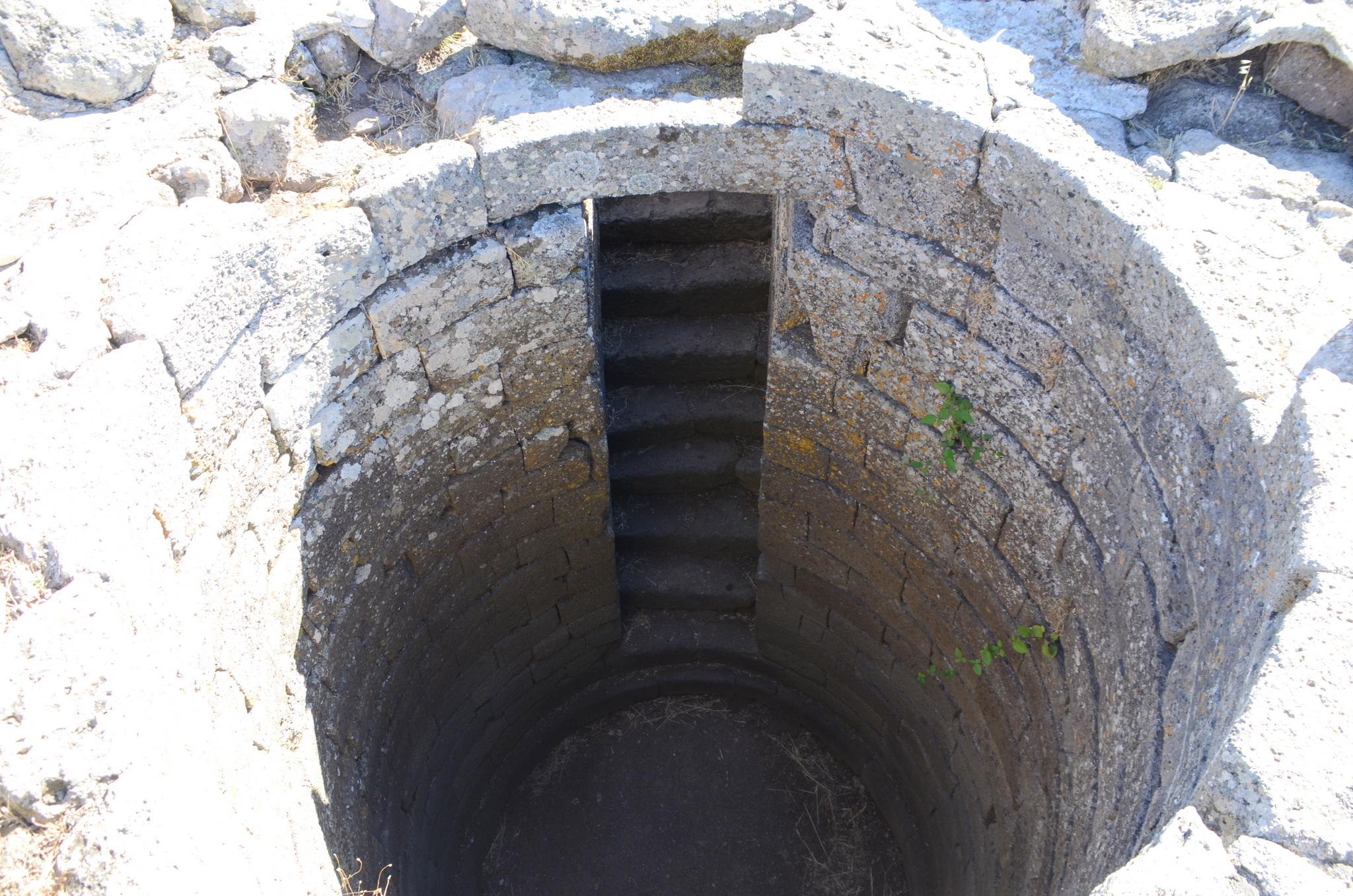
Il tamburo del pozzo di Santa Vittoria di Serri in opera isodoma

Fadda (2014) indica la cifra 60 pozzi e 50 fonti;
Depalmas (2014) elenca 51 pozzi e 24 fonti;
Webster (2014) censisce e descrive 40 pozzi e 26 fonti.
Le fonti sacre costituiscono una minoranza del totale dei templi dell'acqua sacra, fatto che non sembra essere sempre legato alle condizioni idrogeologiche, ma pone interrogativi sui motivi che hanno portato le popolazioni nuragiche a compiere questa scelta.
Nel più importante santuario nuragico della Sardegna centrale, quello di Santa Vittoria di Serri, il pozzo non raggiunge la falda ma è alimentato da fori praticati nella muratura che raccolgono l'acqua piovana, il che fa presumere che il santuario non si sia sviluppato attorno al pozzo sacro ma fosse presente prima di esso. Anche nel pozzo di Is Clamoris di Escalaplano l'acqua viene incanalata dal vicino fiume, il che confermerebbe che ciò che contava non fosse tanto la sorgente d'acqua quanto il sito specifico a dettare la costruzione del tempio. In Sardegna vi sono anche sorgenti di acque minerali ed effervescenti nonché altre sorgenti di ottima e costante portata che non sono state trasformate in templi. Molti pozzi sacri sono comunque legati a sorgenti, come per esempio quello di Funtana Coberta di Ballao, che raggiunge una falda acquifera non particolarmente profonda ma abbondante, tanto che durante gli scavi fu necessario installare pompe per tenere sotto controllo gli allagamenti.

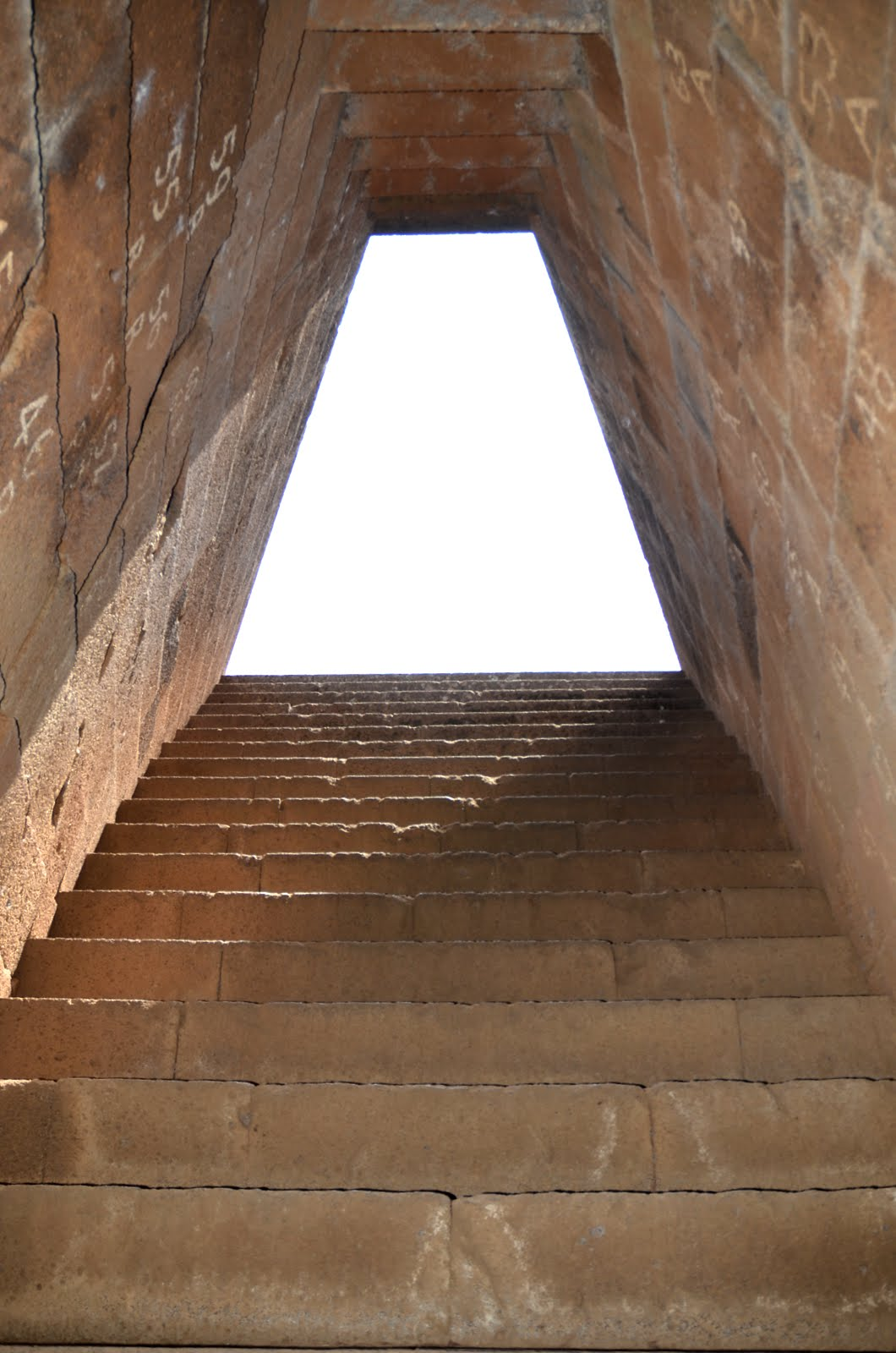
Scala di accesso al pozzo di Santa Crisitina - dettaglio del soffitto gradonato

Il pozzo scavato, dotato di camera sotterranea, potrebbe anche essere stato un elemento di maggior prestigio per i santuari, infatti degli otto santuari nuragici conosciuti, sei hanno un pozzo sacro e gli altri due hanno fonti sacre molto elaborate che le rendono simili a pozzi: la fonte del santuario nuragico di Gremanu fa sgorgare l'acqua raccolta da una cisterna costruita come un pozzo e quella del complesso nuragico di Romanzesu è coperta da una tholos ed è dotata di gradini di accesso. Questo fa presumere che potesse essere la profondità stessa ad avere un valore come elemento per raggiungere il mondo sotterraneo rendendo il culto dell'acqua un possibile culto a divinità sotterranee, forse legate alla madre terra.

## Architettura
Lo schema architettonico dei pozzi sacri è ben definito e consiste in tre elementi significativi:
- il pozzo vero e proprio (la canna o tamburo), cioè la struttura di sostegno di forma cilindrica o quasi cilindrica, realizzata con conci di pietra e coperta da una tholos che è in generale ipogeica o che supera di poco il piano di campagna. Nella parte inferiore del pozzo è presente una conca di raccolta dell'acqua ed in molti casi un foro, rivestito in pietra, che accede alla falda freatica;
- la scalinata di accesso con copertura a gradoni invertiti (cioè che riprende una struttura a scala sul soffitto del vano e quindi mantiene l'altezza del passaggio più o meno costante), che generalmente si restringe verso il basso;
- l'atrio (vestibolo) in antis di forma rettangolare con sedili in pietra sulle ali e che in molti casi contiene una canaletta di tracimazione dell'acqua dal pozzo ed un altare.

La scalinata è spesso un esempio della raffinatezza dell'architettura nuragica e sinonimo di perfezione. Ne è una prova quella del pozzo di Santa Cristina. In contrasto il pozzo Tattinu di Nuxis presenta una scalinata in muratura poligonale molto grezza ma dotata di 28 scalini e con due architravi.

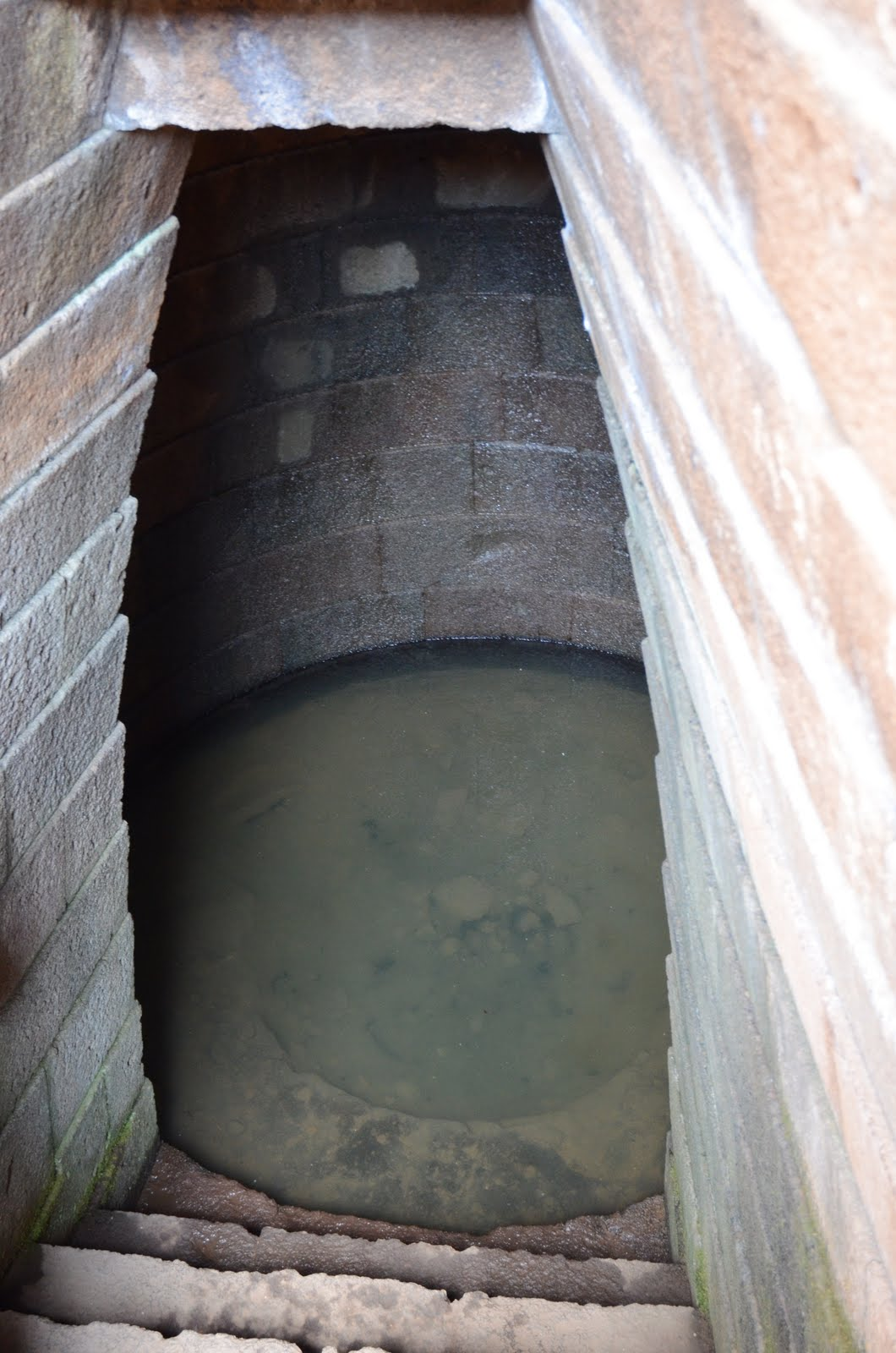
Camera del pozzo di Santa Cristina con la conca di decantazione

Il fondo della canna del pozzo presenta accorgimenti (una conca o una fossetta di decantazione per le impurità) che consentono di mantenere limpida l’acqua.
La tholos dei pozzi sacri è realizzata con la tecnica del falso arco o meglio della falsa volta (tecnica spesso menzionata con il termine inglese "corbelling", cioè a mensola) in generale senza uso di malta o altri leganti. Ogni fila di pietre veniva posta in posizione aggettante, più vicina al centro della falsa volta, rispetto alla fila inferiore. Per consentire la tenuta delle pietre venivano impiegati elementi di aggancio, rinvenuti in molti pozzi, realizzati colando del piombo in specifici incastri scalpellati nelle parti interne di conci litici nascosti, alternando gli incastri.
I conci di pietra che costituiscono la canna e la tholos possono essere poco lavorati (muratura poliedrica), il che sembra entrare facilmente nei modi familiari delle costruzioni nuragiche come per esempio nei pozzi di Funtana Coberta di Ballao e Is Pirois di Villaputzu, oppure perfettamente squadrati in opera isodoma o semi isodoma come nei pozzi di Santa Vittoria di Serri, Santa Cristina di Paulilatino e Sant'Anastasia di Sardara. Tuttavia non sembrano esserci significative differenze di localizzazione tra pozzi a muratura isodoma e non isodoma.

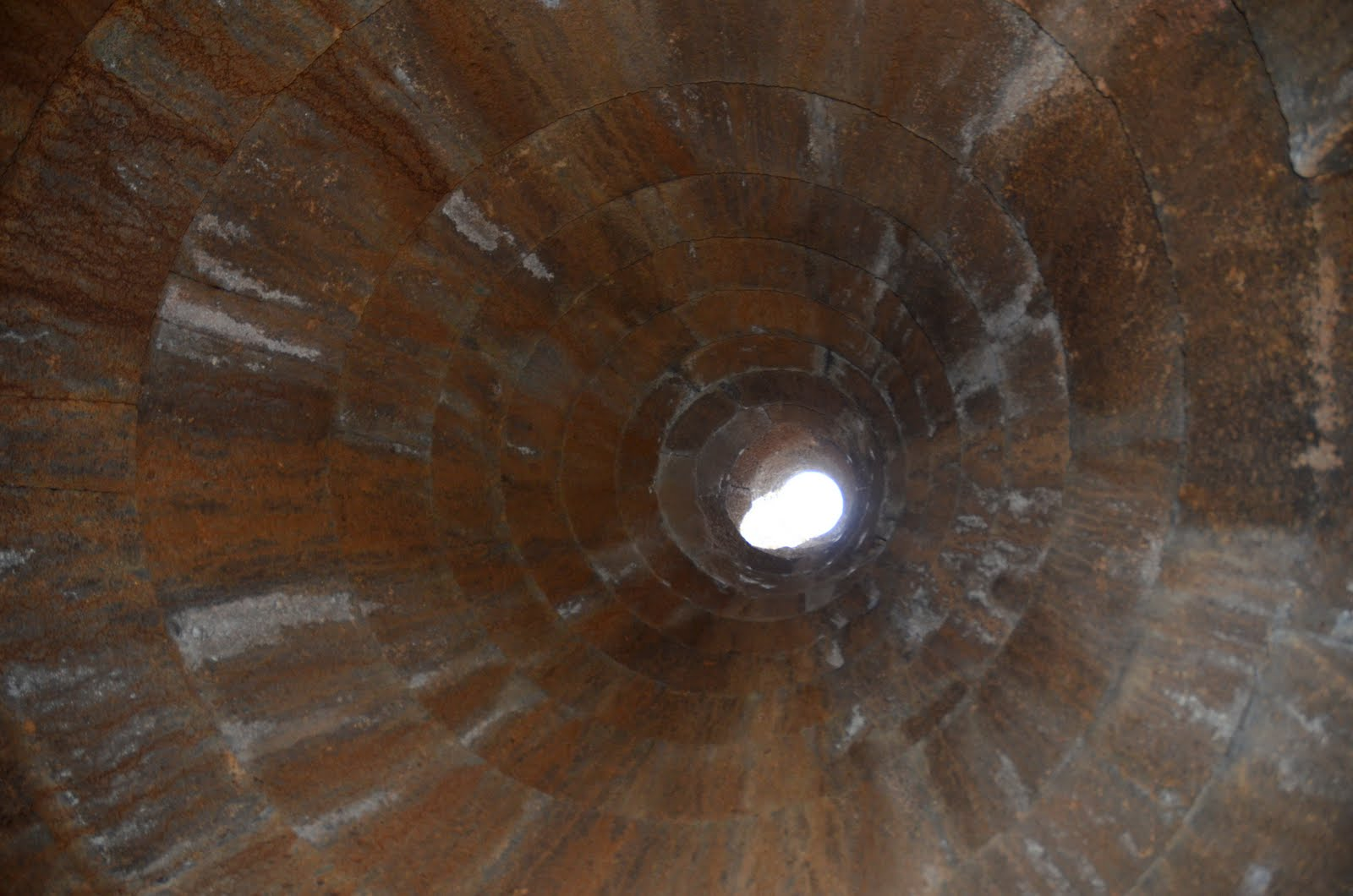
Tholos del pozzo sacro di Santa Cristina in muratura isodoma

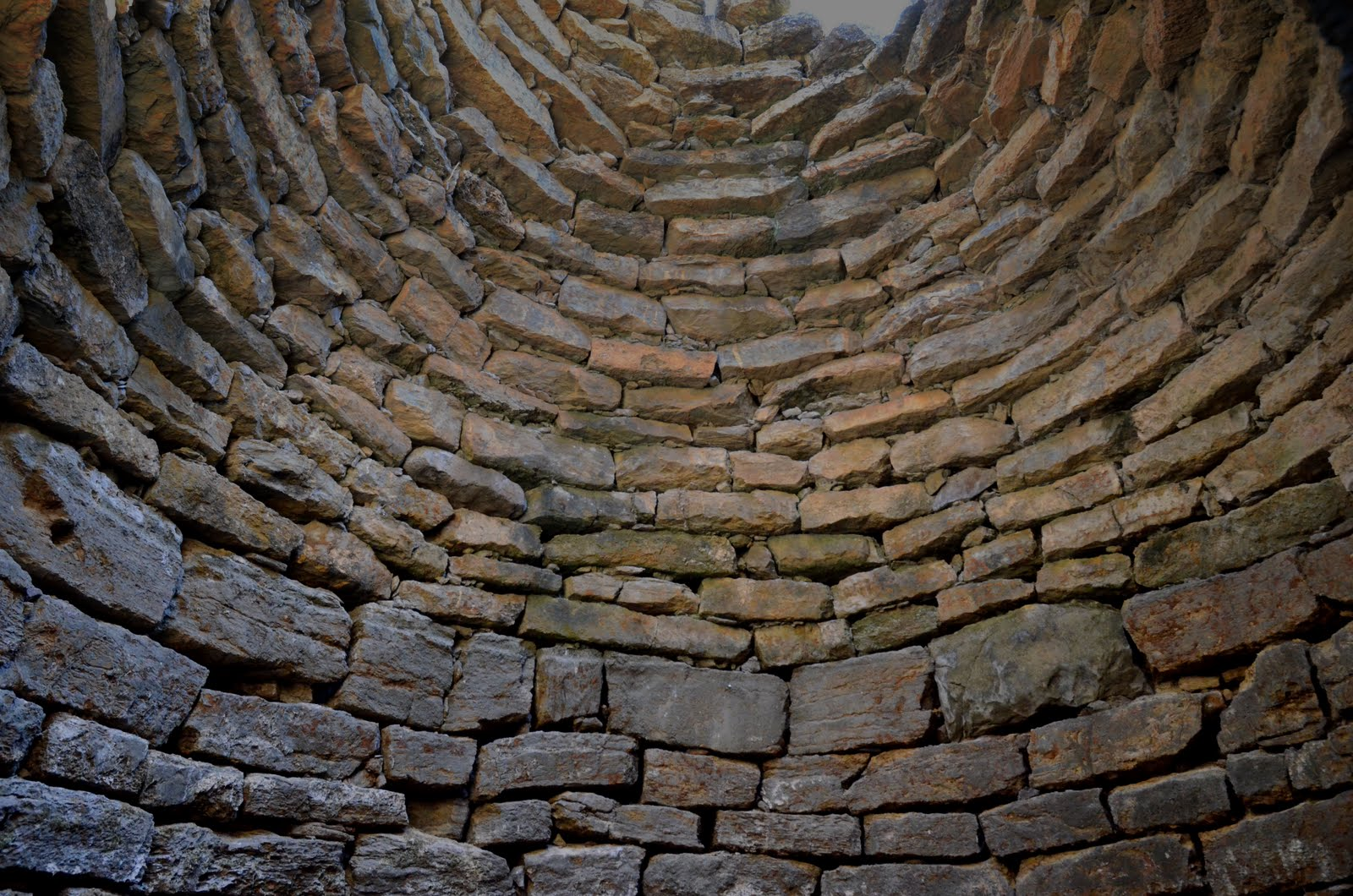
Tholos del pozzo sacro Funtana Coberta in muratura poligonale

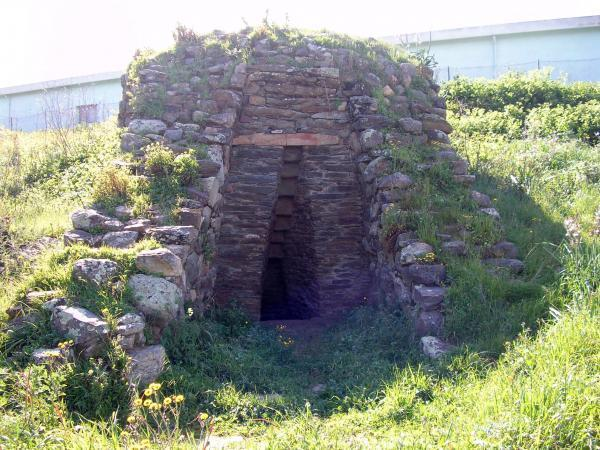
Pozzo sacro Is Pirois con la struttura in elevazione ben conservata

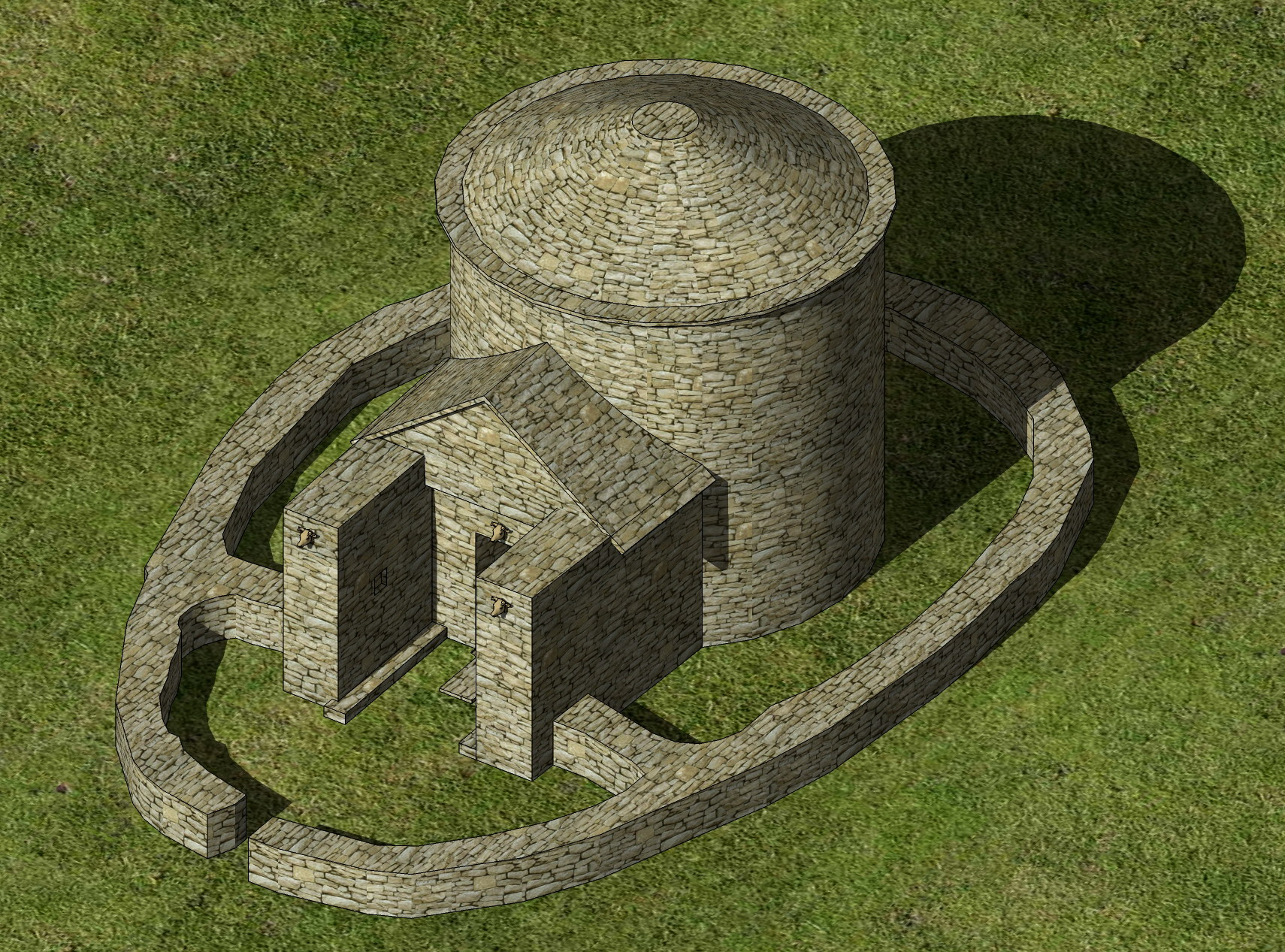
Ipotesi ricostruttiva del Pozzo sacro Funtana Coberta di Ballao

Caratteristici della costruzione di alcuni pozzi sacri, quando la pietra ne consente una buona lavorabilità, sono i conci sagomati a "T" o a cuneo (in pianta), che consentono di avere una faccia verso il pozzo (il trattino orizzontale della T) rettilinea, concava o convessa, ed inclinata all’interno o all’esterno, finita e lavorata, con il peduncolo nascosto nella zona di sostegno del terreno attorno al pozzo stesso; questo garantisce l’aspetto isodomo della muratura e una buona tenuta del paramento di sostegno del terreno.

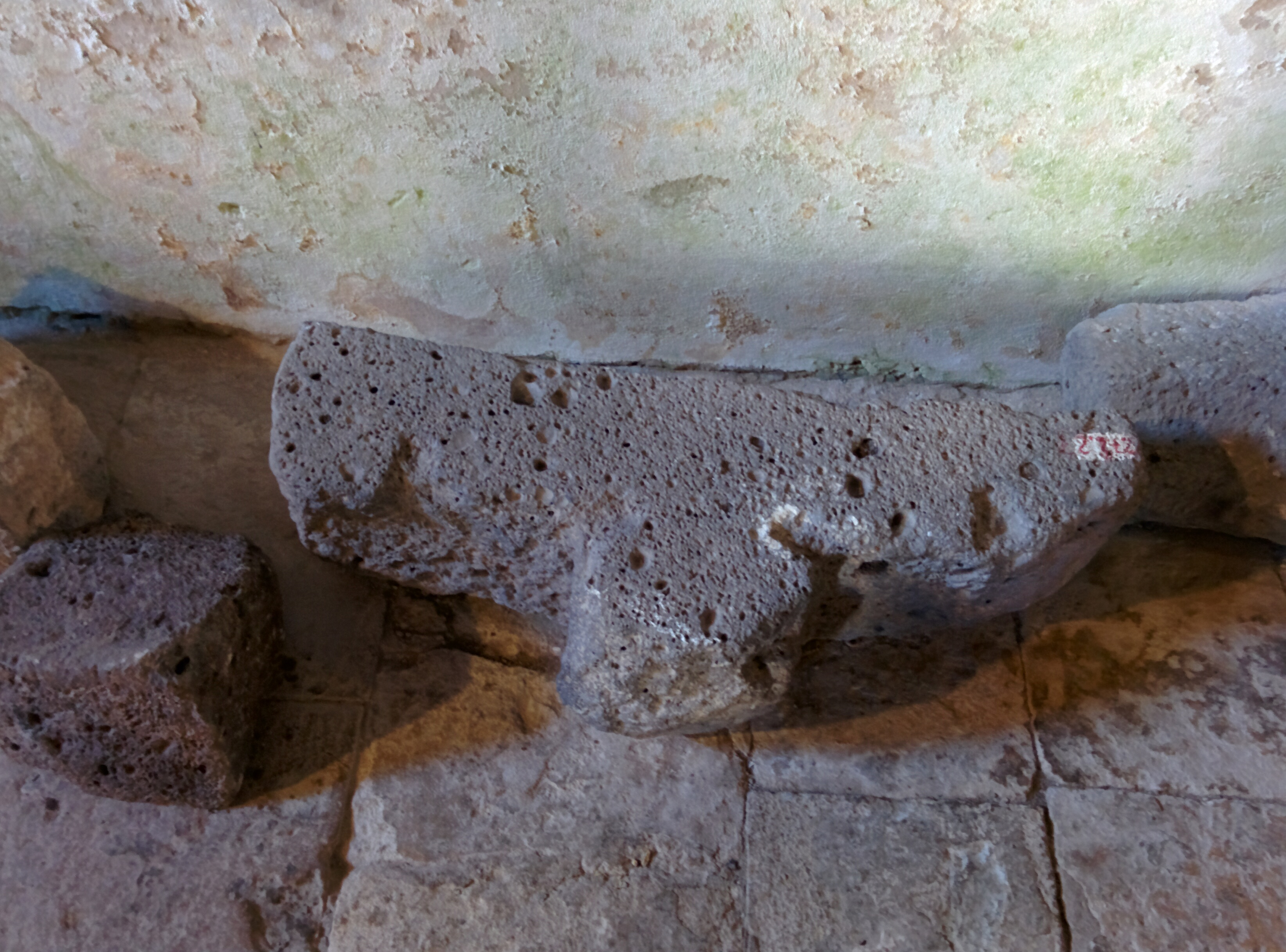
Blocco di basalto sagomato a T - Santa Anastasia di Sardara

Per quanto la muratura isodoma sia presente anche in alcuni nuraghi negli edifici sacri della Sardegna, essa sembra dare particolare risalto all'impegno economico ed all'estetica e non sembra essere legata all'epoca della sua realizzazione come aveva ipotizzato Giovanni Lilliu, ma piuttosto alla lavorabilità della pietra impiegata per la costruzione. Dice Webster: «a Santa Cristina di Paulilatino, si potrebbe davvero essere sopraffatti dall'impressione che questo edificio non sia sardo - o che sia troppo sardo: replica la forma a tholos che è così caratteristica dell'esperienza nuragica ed espressa in migliaia di nuraghi, ma qui viene eseguita con una tecnica profondamente estranea ad essa». Questa circostanza trova riscontro anche nel Pozzo sacro di Predio Canopoli di Perfugas e in alcuni altri pozzi che evidenziano straordinarie capacità costruttive e un'ambizione verso una perfezione simmetrica sconosciuta nella tradizione nuragica. Di questo pozzo Antonio Taramelli nel 1924 aveva commentato: «L'intera costruzione [...] è sorprendente per la sua incomparabile padronanza della lavorazione: l'esattezza e l'armonia delle linee, l'accuratezza del taglio dei singoli blocchi, la perfezione delle connessioni tra le pietre, la regolarità dei vari corsi e la sporgenza di ognuno di essi fanno pensare a un'abilità tecnica insuperabile [...] nulla di meglio di questo può essere visto in qualsiasi edificio, antico o moderno».
Il vestibolo o atrio ha normalmente una forma rettangolare o trapezoidale, con banchi sulle due ali usati anche come piano di appoggio per ex-voto od oggetti liturgici. Spesso i muri che delimitano l’atrio presentano nello spessore delle piccole nicchie rettangolari o trapezoidali probabilmente usate per depositare offerte. Si suppone che Il vestibolo fosse coperto da un tetto a spiovente doppio, che avrebbe potuto essere a struttura in legno coperta di paglia o, come a Su Tempiesu, di blocchi squadrati obliqui ed un colmo ornato da spade votive fissate con colate di piombo. Il pavimento del vestibolo presenta quasi sempre una canaletta di scolo tracciata generalmente in senso obliquo (ma anche parallelo all’asse della costruzione) che consente il deflusso dell’acqua che tracima dal pozzo in tempi di pena, facendola scorrere verso altre strutture esterne (pozzetti o vasche).
Nel territorio della Sardegna centro orientale molti pozzi sono realizzati con rocce vulcaniche provenienti da cave distanti, come nel caso dei pozzi di Abini di Teti, Su Tempiesu e Lorana di Orune, Gremanu di Fonni e Nurdole di Orani. Nella Sardegna settentrionale prevalgono i pozzi e le fonti costruiti con blocchi di tufo e arenaria come i pozzi Serra Niedda di Sorso, Predio Canopoli di Perfugas e Irru di Nulvi, ma anche con elementi di granito come Su Trambuccone e Sa Testa di Olbia, Sos Nurattolos di Alà dei Sardi e Su Romanzesu di Bitti. Nella Sardegna meridionale prevale invece l’uso di scisti, tufi e arenarie come Cuccuru Nuraxi di Settimo San Pietro, nei tre pozzi di Matzanni di Vallermosa, a Funtana Coperta di Ballao, a Is Pirois di Villaputzu e nelle tre fonti di Monte Nuxi di Esterzili. Il pozzo sacro Is Cramoris di Escalaplano costituisce un esempio unico in per l’uso del travertino.
La maggior parte dei pozzi sono stati oggetto di espoliazione della struttura in elevazione, che quindi è spesso assente. Alcuni esempi ancora in buono stato dimostrano tuttavia la presenza di una struttura fuori terra della camera, con possibile tholos superiore e coperta da un tetto a cono alla maniera dei nuraghi, e di un atrio rivestito da una copertura a due falde con facciata sormontata da un timpano. La fonte Su Tempiesu di Orune è considerata il riferimento architettonico della copertura dell'atrio, mentre i tre pozzi di Is Pirois di Villaputzu, di Sa Testa di Olbia e di Santa Anastasia di Sardara nonché quello con la scala parzialmente crollata per una frana di Sa Brecca di Tertenia danno il riferimento architettonico della camera superiore di copertura (e scarico) della tholos del pozzo.
Ercole Contu propone la ricostruzione di alcuni pozzi tra i quali quello di San Michele di Ittiri e quello di Santa Vittoria di Serri; per quest’ultimo ipotizza che «per ovvie ragioni architettoniche [la facciata a timpano dell'atrio] deve appoggiarsi ad una torre di altezza maggiore e non viceversa» e propone un'altezza fuori terra compresa tra circa 6 e 8 m basandosi su elementi lapidei ritrovati durante gli scavi, che formerebbero il cono superiore di chiusura. Lo stesso Contu segnala che nella ricostruzione da lui ipotizzata si è ispirato alle costruzioni sarde rurali chiamate pinnettas che riprenderebbero l'architettura classica nuragica della copertura delle costruzioni rotonde, sia in paglia con struttura in legno che a cono con struttura portante a tholos.

## Datazione
Seguendo lo schema cronologico proposto da Nicola Ialongo per la Sardegna si può usare la seguente cronologia:
- Tarda età del bronzo, tra il 1350/1330 e il 1200/1150 a.C.
- Età del bronzo finale, tra 1200/1150 e il 960/900 a.C.
- Prima metà della prima età del ferro, tra il 960/900 e il 720 a.C.

Solo due pozzi sacri sono stati datati con grande accuratezza alla Tarda età del bronzo sulla base di chiare stratigrafie non associabili a preesistenti insediamenti: Cuccuru Nuraxi di Settimo San Pietro e Cuccuru is Arrius di Cabras che hanno muratura parzialmente isodoma.
Simile datazione, ma più incerta, è stata proposta per Mont'e Nuxi di Esterzili, Sa Breca di Tertenia e Funtana Coberta di Ballao con muratura poligonale. Per i pozzi a muratura isodoma Santa Cristina di Serri, Nurdole di Orani ed Abini di Teti è stata proposta una datazione all'età del bronzo finale, mentre la maggioranza degli altri pozzi e fonti sacri si può attribuire al periodo compreso tra l'Età del bronzo finale e la Prima età del ferro.
La civiltà nuragica si esaurì tra il 700 ed il 600 a.C. con un adeguamento della cultura materiale al formalismo punico e romano, ma questo non mise fine alle tradizioni sarde: il culto dell'acqua giunse fino all'epoca paleocristiana e bizantina, durante le quali si mantennero i riti costruendo chiese in prossimità o sopra i fonti e pozzi sacri.
Gli archeologi del ventesimo secolo non smisero di cercare nella muratura isodoma dei templi dell’acqua sacra un riferimento alle architetture greca, etrusca, e persino «punica fenicia o cananea»; anche i ritrovamenti di elementi stranieri (come nel santuario nuragico di Santa Vittoria, dove furono rinvenuti un’ascia bipenne di sicura ispirazione punica e un torciere cipriota) tesero a confermare un'abitudine accademica dei tempi di confrontare impressioni estetiche e di leggervi origini egee o comunque di ispirazione orientale, concludendo che questo tipo di costruzione non potesse essere completamente sarda, ma sospinta da un "respiro Greco".
La proposta iniziale di una transizione del pozzo sacro da muratura poligonale del Bronzo Medio a muratura isodoma, dopo gli influssi orientali della Prima Età del Ferro, è decaduta col miglioramento delle datazione fino a considerare entrambe le murature espressioni di una stessa categoria nuragica omogenea.

## Culti

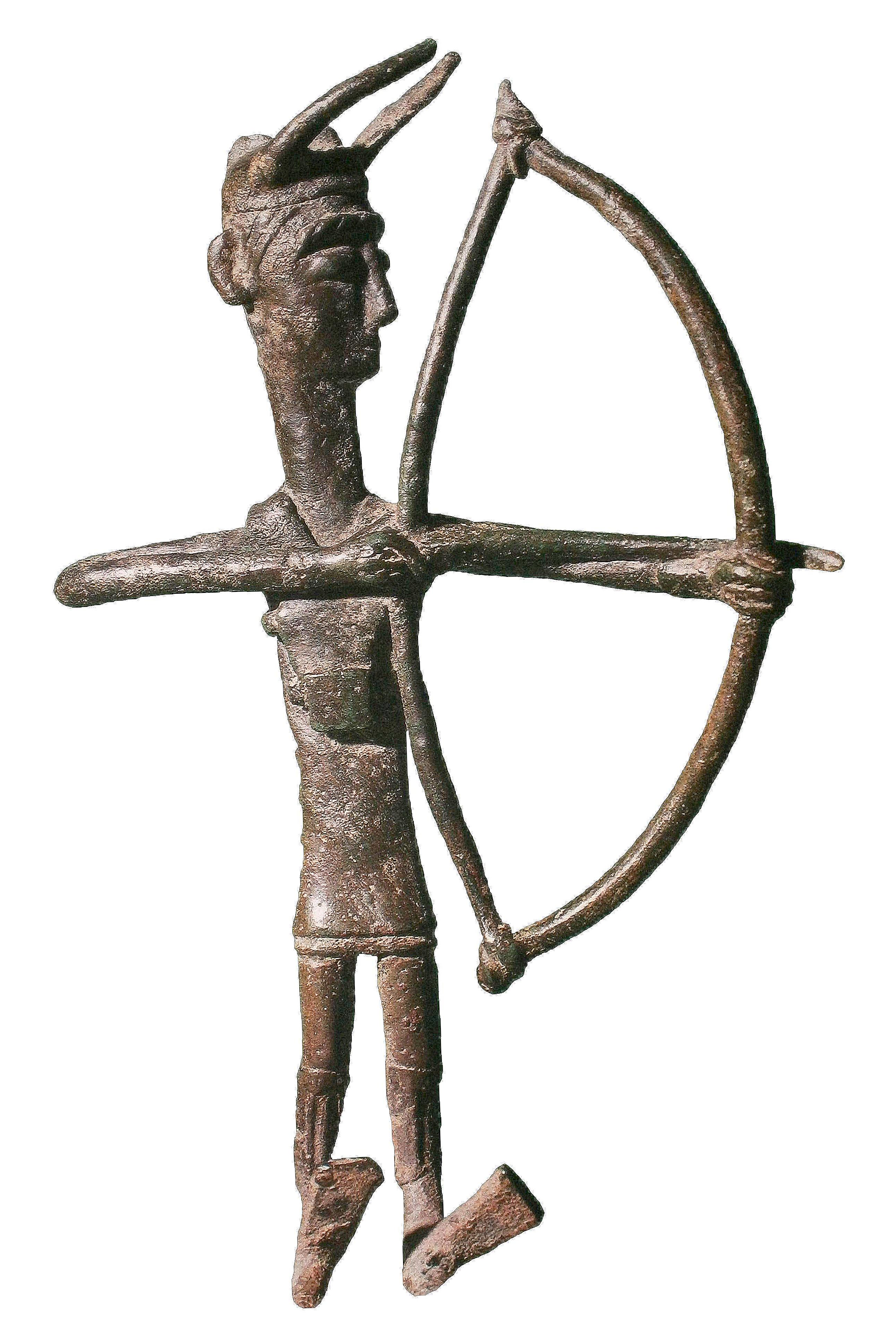
Bronzetto raffigurante un arciere dal santuario nuragico di Abini di Teti

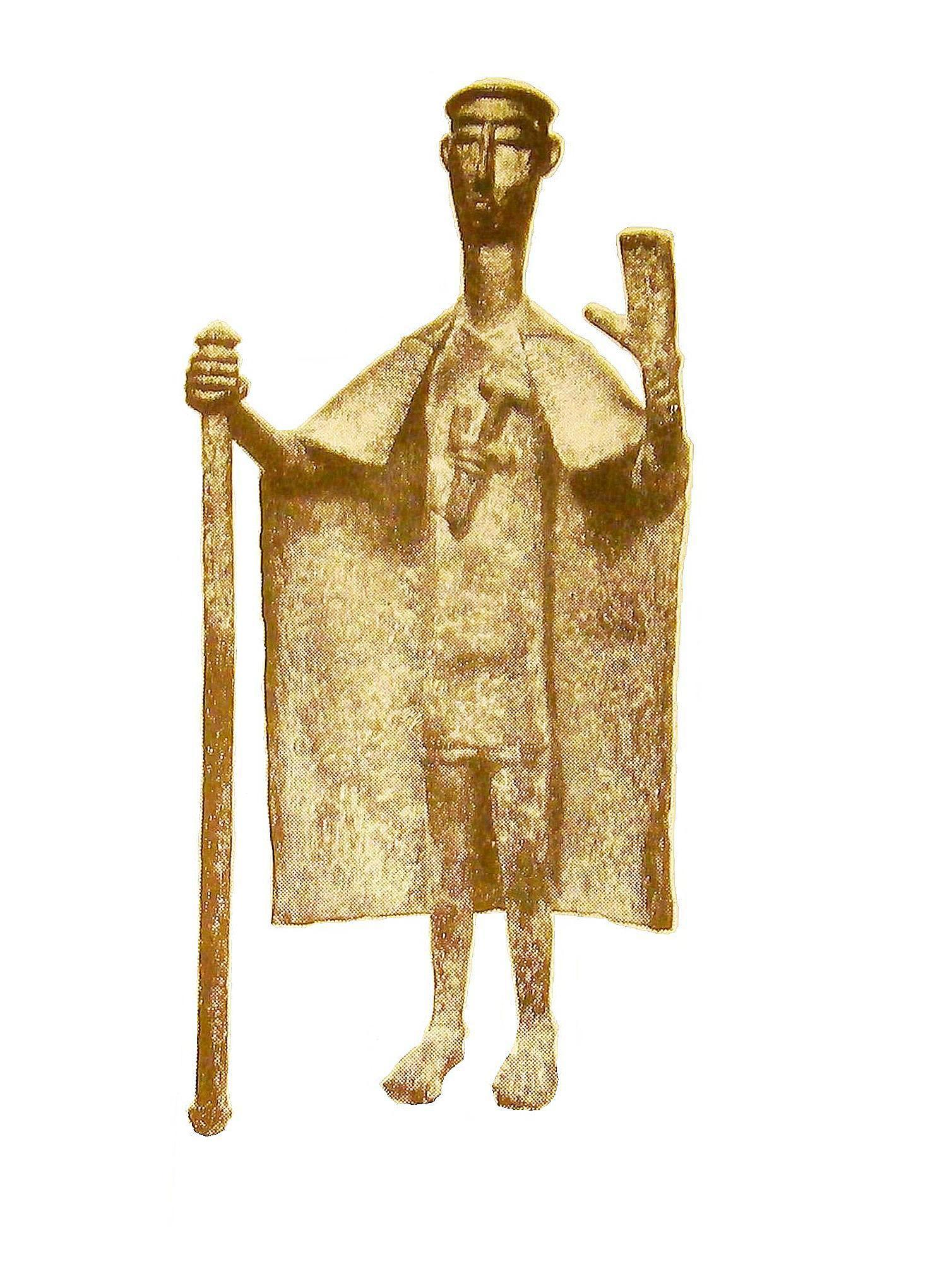
Bronzetto da Santa Vittoria di Serri

I primi che diedero notizia dei pozzi sacri a metà dell'Ottocento non riuscirono a dare un significato chiaro ai pozzi, che non potevano chiaramente essere adibiti alla semplice raccolta d'acqua per le loro caratteristiche architettoniche. Giovanni Spano comprese che si trattava di un'opera dell'epoca nuragica e non posteriore, ma interpretò Santa Cristina di Serri come carcere. Fu Alberto La Marmora nel suo Itinéraire che, avendo rinvenuto pietre di forma conica con segni di impiombature per sostenere idoli di bronzo, interpretò per primo il pozzo di Abini di Teti come «un tempio antico dei primi sardi coloni»
Nei villaggi nuragici ed in molti nuraghi si trovano pozzi a canna cilindrica scavati profondamente nel terreno e rivestiti internamente in pietra la cui costruzione è indice di notevole capacità tecnica e di significativi investimenti di risorse per il bene collettivo. Solo alcuni di questi possono essere ricondotti ad una certa funzione rituale per la presenza di manufatti votivi. I pozzi sacri si differenziano da questi altri pozzi per la presenza della camera sotterranea a tholos, dell'atrio al livello del suolo della scala con gradini in muratura che consente l'accesso dall'atrio alla base della camera sotterranea. È questa camera che raccoglie l'acqua sorgiva ed in certi casi (come in Funtana Coberta di Ballao e in Cuccuru 'e Nuraxi di Settimo San Pietro) protegge la canna del vero pozzo scavato a profondità maggiore. Nella maggior parte dei pozzi sacri sono infine stati rinvenuti manufatti votivi. Molti pozzi sacri inoltre sono circondati da un temenos (recinto) che delimita l'area sacra, come a Santa Cristina di Paulilatino, a Santa Vittoria di Serri ed a Sa Testa di Olbia.
Gli studi antropologici e le comparazioni religiose ed etnologiche condotti nel Novecento hanno condotti gli archeologi ad interpretare i riti preistorici in una presunta loro continuazione mitologica nelle leggende folkloristiche contemporanee. 

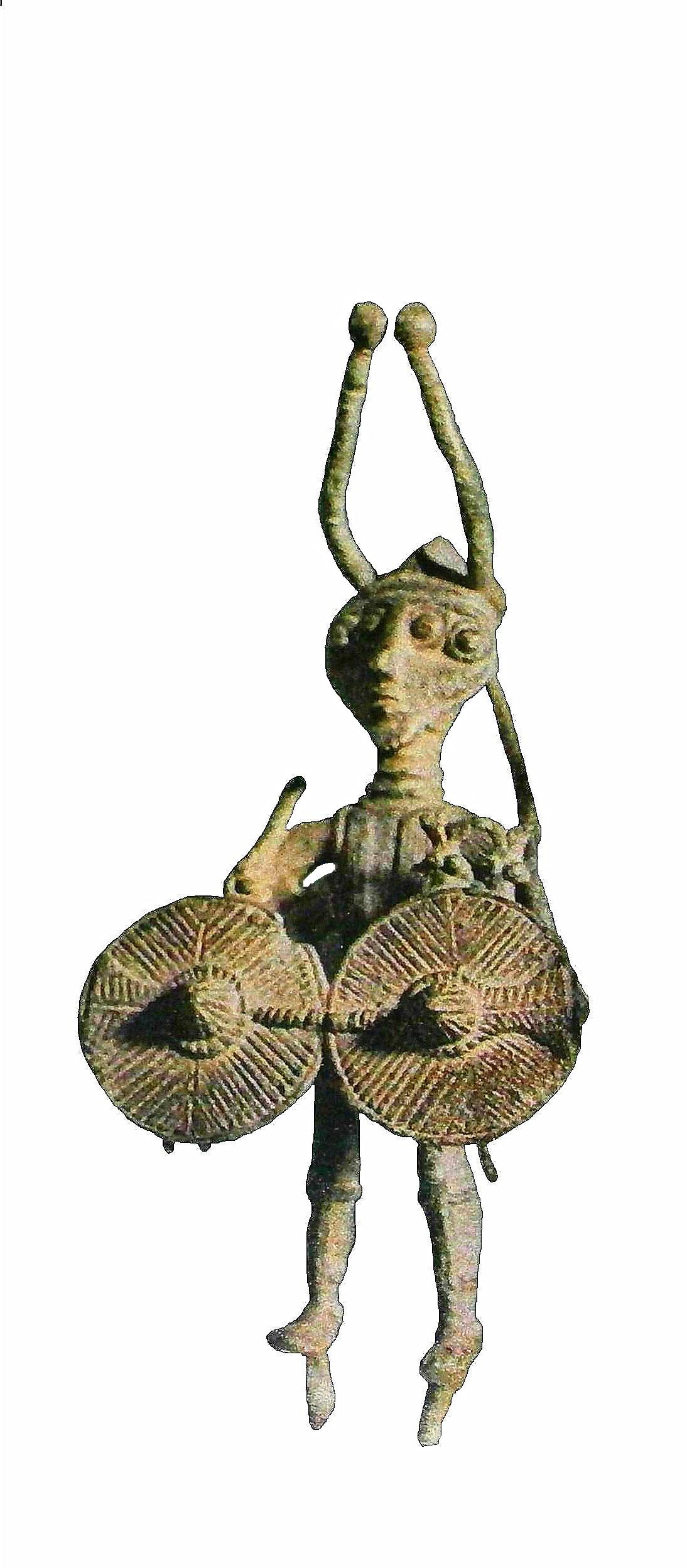
Bronzetto detto "il demone" con quattro occhi e quattro braccia dal santuario nuragico di Abini di Teti

Secondo Lilliu, la religione dei sardi nuragici era basata su un culto delle acque: acqua di pioggia, legata all'agricoltura, e acqua sotterranea, soprattutto di pozzi e fonti, dove si abbeveravano pastori e greggi, a sua volta legata al culto ctonio (cioè sotterraneo) della terra. I pastori costituivano il principale tessuto sociale patriarcale delle popolazioni nuragiche. Il riferimento avrebbe potuto essere quindi un dio maschile, individuato dalle corna di toro spesso rappresentate sui pozzi sacri (Santa Anastasia di Sardara, Santa Vittoria di Serri), ma anche una dea madre che sarebbe sopravvissuta nel folklore sardo contemporaneo sotto forma di sa mamm' e vuntana (la madre della fontana), entità spaventosa che vive nei pozzi, di cui le mamme raccontano ai propri bambini affinché non si affaccino ai pozzi stessi, oppure la sacerdotessa maga Orgia o Urxia, che nella leggenda proteggeva il tesoro conservato nel tempio a megaron Domu ’e Orgia di Esterlizi, al quale dà il nome. È sempre Lilliu che afferma che le due divinità potrebbero persino essere una coppia donna-toro nel pantheon nuragico.
La conferma della sacralità dei pozzi e delle fonti viene anche dalla presenza, messa in luce dagli scavi sul fondo dei templi dell'acqua sacra e nelle loro vicinanze, di innumerevoli ex voto lasciati dai fedeli in forma di figurine in bronzo, ossia pregevoli realizzazioni artistiche della civiltà nuragica conservate nei musei sardi e di tutto il mondo.
Nei luoghi sacri, in particolare nei grandi santuari nuragici, l'aspetto strettamente di culto era affiancato da grandi interessi economici e politici a loro volta legati a quello religioso. Il santuario vero e proprio comprendeva oltre ai templi anche edifici usati come abitazioni di sacerdoti e strutture per accogliere i pellegrini, nonché altri spazi ad uso cerimoniale. Vi erano anche ripostigli che raccoglievano materiali votivi, come ex-voto, portati dai pellegrini e donati al tempio o al dio. I ripostigli sono infatti quegli edifici che hanno restituito, nel corso degli scavi, i bronzetti più prestigiosi della civiltà nuragica e che fungevano da cassaforte del santuario: spesso infatti contenevano anche metalli non rituali (sono stati rinvenuti asce di varie forme e dimensioni e lingotti di rame ox-hide) pronti per la fusione, oltre a rottami di rame e bronzo da usare per una successiva rifusione che avevano un significativo valore economico, ma nessun uso cultuale.

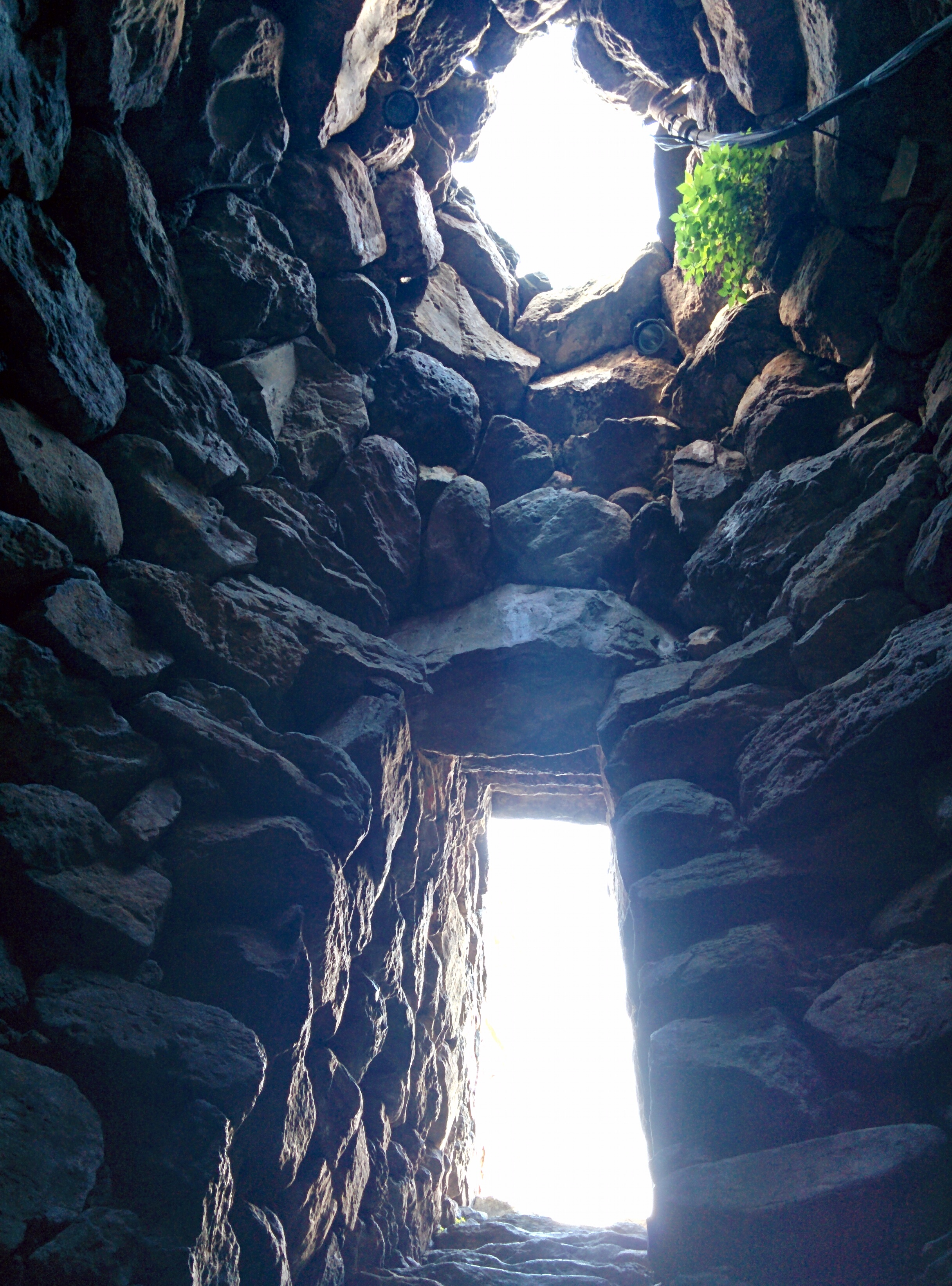
Pozzo sacro di Sant'Anastasia

Parecchi pozzi sacri sono inglobati in santuari che a loro volta facevano parte di veri e propri villaggi nuragici (per citarne alcuni: Santa Vittoria di Serri, Predio Canopoli di Perfugas, Santa Cristina di Paulilatino e Sant’Anastasia di Sardara). Tali villaggi a loro volta erano dotati di strutture destinate alla cura dei pellegrini come nel caso del recinto delle feste di Santa Vittoria di Serri. Lilliu ipotizzò che esso fosse il predecessore di uno di quei complessi chiamati in lingua sarda muristenes o cumbessias predisposto per ospitare i pellegrini ed i fedeli convenuti per le festività nel santuario nuragico. Tuttavia l'ipotesi di una continuità nell'uso dei muristenes dal periodo nuragico fino ai nostri giorni non ha ancora trovato sostegno, infatti l'uso sardo di realizzare luoghi di accoglienza dei pellegrini attorno alle chiese campestri sarebbe di origine bizantina o legata al monachesimo benedettino, anche se i muristenes sono documentati solo a partire dal XVII secolo. Oppure potrebbe addirittura essere un'usanza legata al periodo della Controriforma e simile alla romería spagnola, cioè quel pellegrinaggio nel corso del quale si svolgevano anche mercati e feste popolari.
La pratica dell'ordalia e della cura delle infermità (sanatio) nelle fonti e nei pozzi sacri della Sardegna, confermata dalla presenza degli ex voto, è menzionata da Gaio Giulio Solino, il quale, nel III secolo d.C., riferisce che «Sorgenti, calde e salubri e pozzi, in molti luoghi, offrono una cura per le ossa rotte, per dissipare il veleno iniettato dai solifugi e anche per curare le malattie degli occhi. Ma ciò che cura gli occhi è anche potente per scoprire i ladri. Perché chiunque nega un furto con un giuramento, e si lava gli occhi con queste acque, se non è spergiuro, vede più chiaramente, ma se nega falsamente la perfidia, il suo crimine viene rivelato dalla cecità e prigioniero dei suoi occhi, è spinto a confessare.»
Altri suppongono che i riti periodicamente celebrati nei templi dell'acqua sacra fossero collegati alla fertilità della Dea Madre terrestre invocando anche l'intercessione della Luna considerata la Dea Madre celeste; mentre per lo storico delle religioni Raffaele Pettazzoni le particolari architetture dei pozzi sacri erano dedicate alla divinità del Sardus Pater, da lui considerato il sommo dio e il padre della stirpe nuragica.

## Rotonde

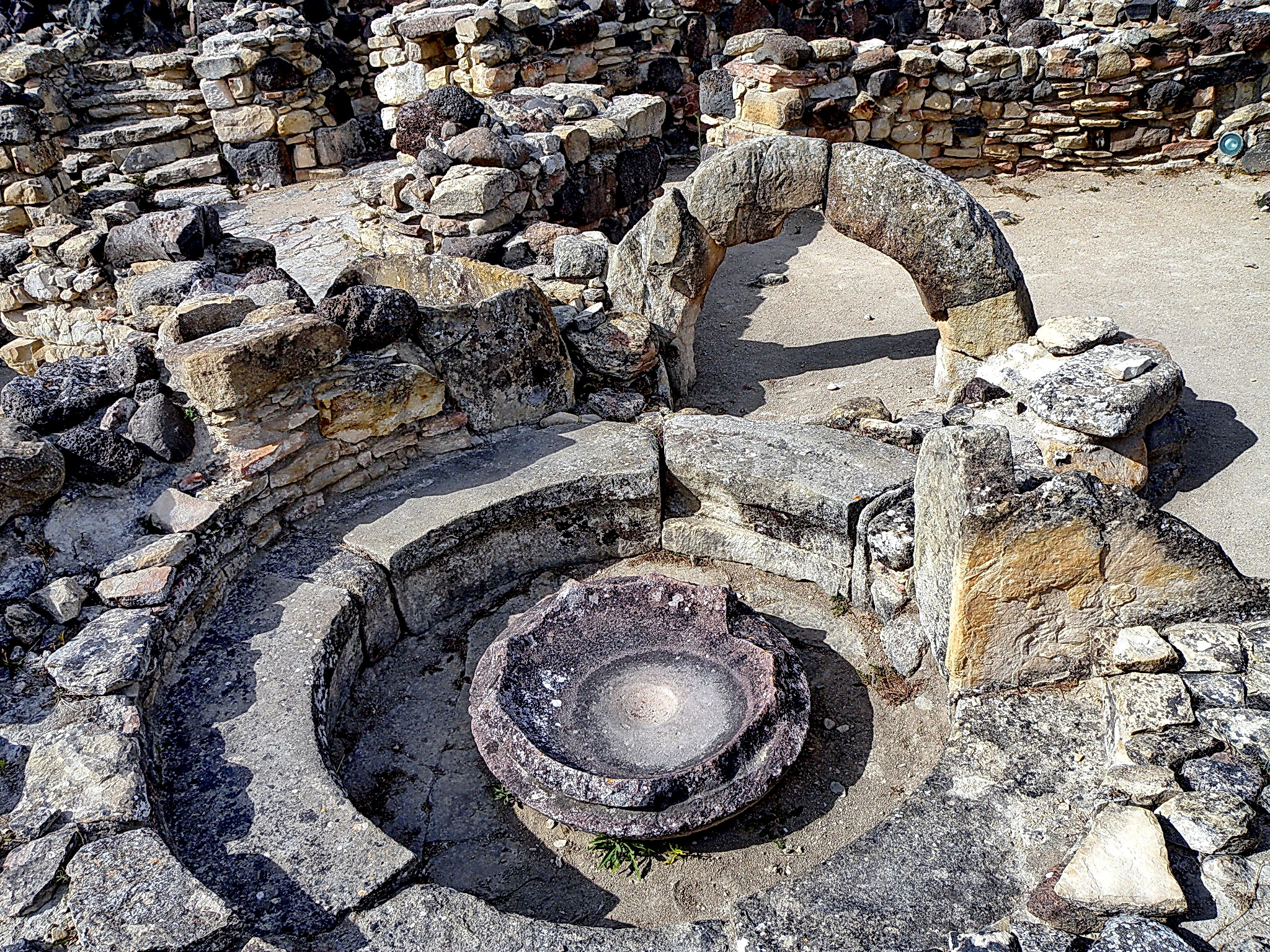
Rotonda con vasca cultuale nel complesso nuragico Su Nuraxi di Barumini

Sono note le rotonde in alcune insulae (raggruppamenti di capanne attorno ad una a corte centrale) del villaggio nuragico di Su Nuraxi di Barumini, ma anche in altri complessi nuragici sardi. Quella più famosa è molto probabilmente quella del Complesso nuragico Sa Sedda 'e Sos Carros di Oliena con un diametro di soli 2,5 m e che contiene una fila di altorilievi raffiguranti teste di ariete, alla cui bocca è collegato un canale ricavato nello spessore del muro che verosimilmente portava acqua e consentiva di praticare culti legati all'acqua stessa. Poiché la rotonda fa parte di un'insula si è ritenuto che il culto potesse essere di tipo domestico o familiare e non pubblico. Tuttavia il rinvenimento di un'altra rotonda di dimensioni molto maggiori nel 2004 (circa 6 m di diametro) ha consentito agli studiosi di proporre per le rotonde anche un utilizzo per culti legati ad esigenze della comunità con valenza politica e di rappresentanza.

## I pozzi sacri di tipo nuragico nel mondo
Nel mondo sono documentati solo tre altri esempi di pozzi sacri riconducibili allo stile nuragico.

### Pozzo sacro di Gărlo

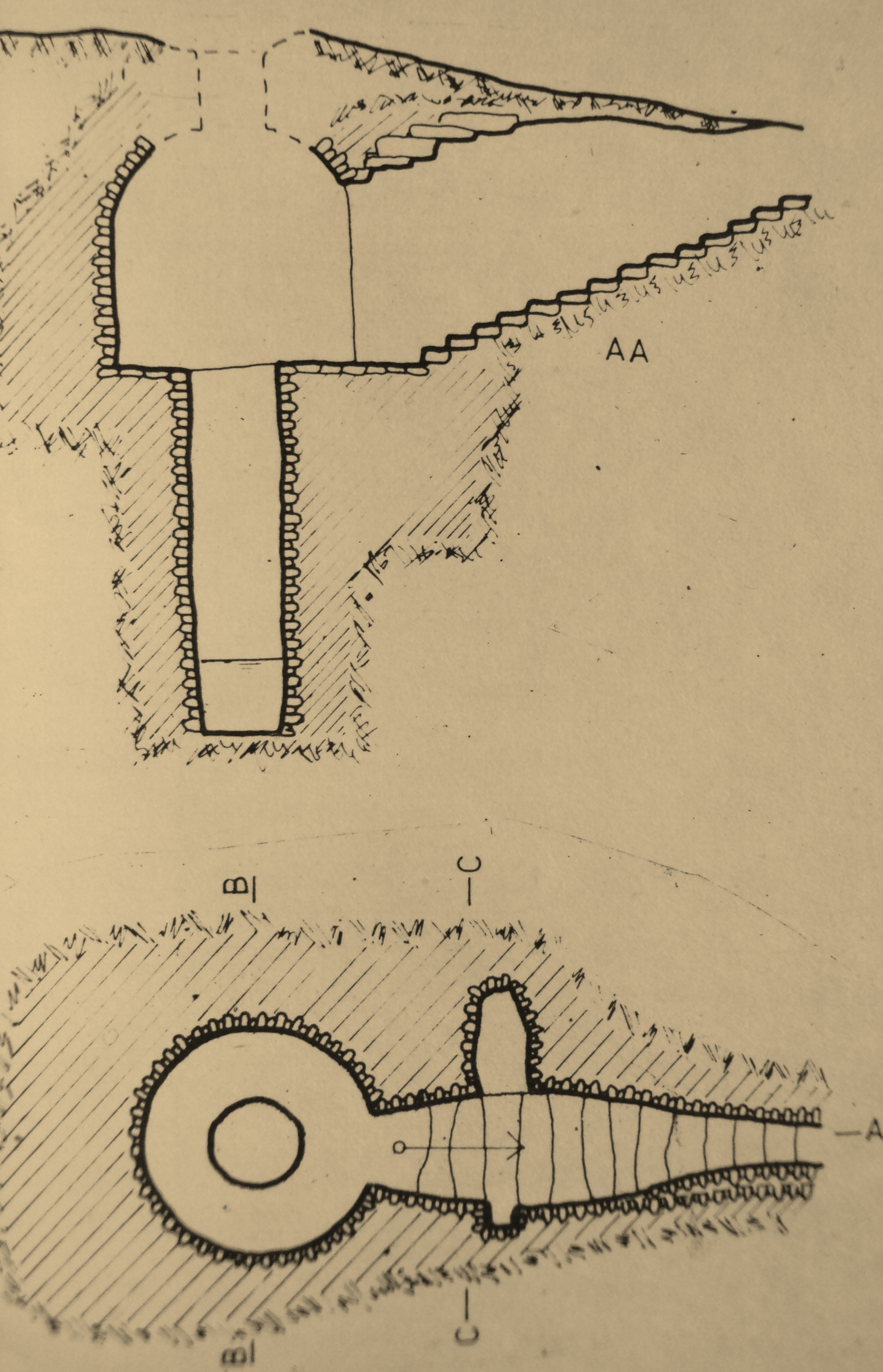
Sezione e pianta del pozzo sacro di Gărlo

Si trova in Bulgaria nei dintorni del villaggio di Gărlo ed è simile nella struttura al pozzo sacro Funtana Coberta di Ballao, ma è posto su un pendio anziché in piano come i pozzi sacri sardi. È privo di vestibolo, ma ha una scalinata di accesso e un'ampia camera sotterranea, nel centro della quale si apre il pozzo vero e proprio, che discende di circa 5 m sotto il piano della camera per captare l'acqua sorgiva. Sulla sua datazione vi è discordanza tra gli studiosi: viene comunemente attribuito all'Età del bronzo, anche se la camera presenta una volta troppo marcatamente a tutto sesto per essere così antica (vedi figura a lato).
Per la mancanza di documentazione è anche difficile stabilire possibili collegamenti culturali e storici con i pozzi sacri sardi se non una certa somiglianza strutturale. Conev e Kolev ipotizzano che potesse servire agli antichi traci per i rituali dell'avvento del nuovo anno durante il solstizio d'inverno associati a riti cultuali dell'acqua sacra per l'inizio del nuovo ciclo annuale di vita.

### Pozzo di Ḫattuša

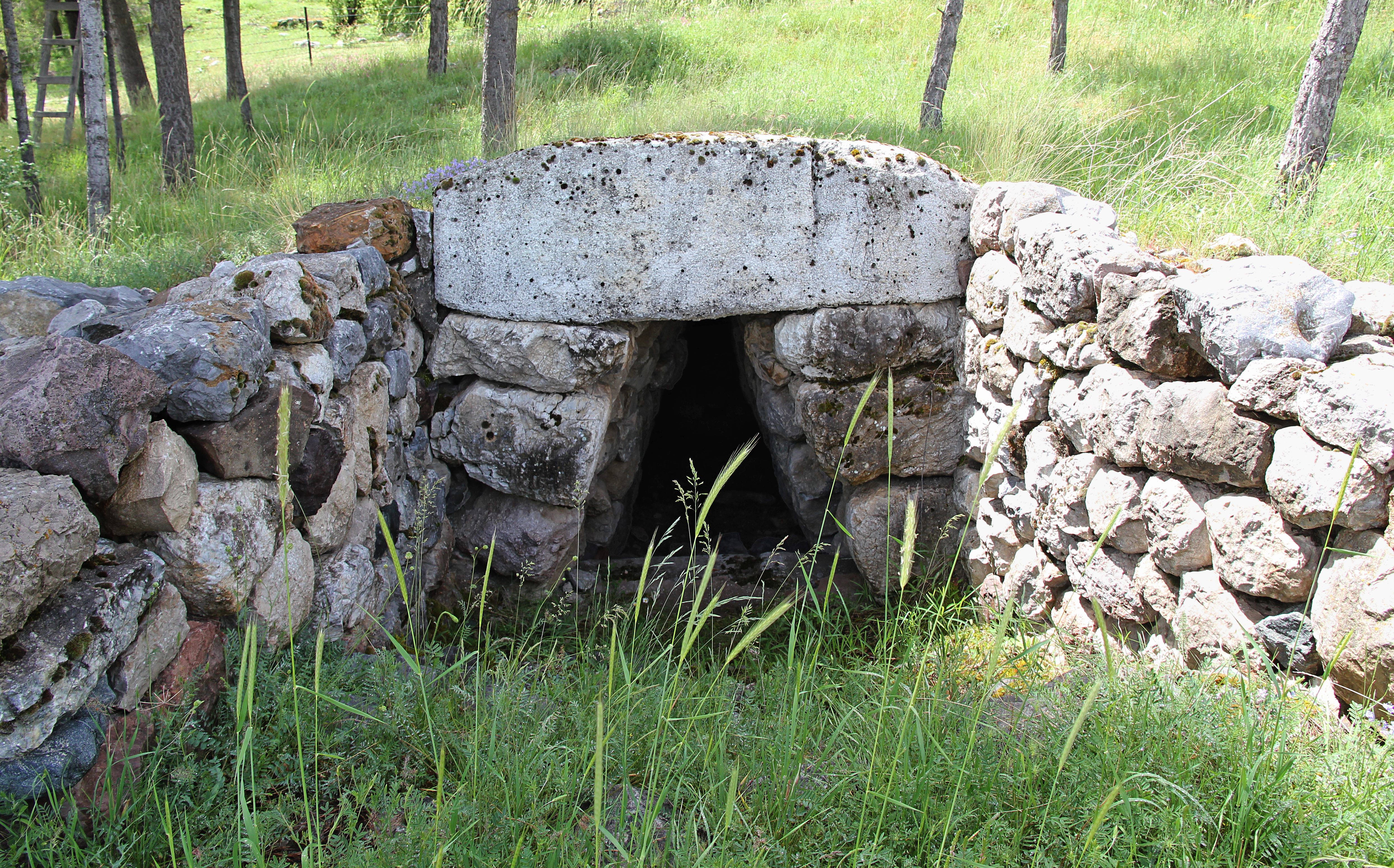
Pozzo sacro ad Ḫattuša - vestibolo ed ingresso, sovrastato dall'architrave monolitico (la scalinata non è visibile a causa della vegetazione)

Nell'antica capitale ittita Ḫattuša, presso l'attuale cittadina di Boğazkale (già Boğazköy) in Turchia, si trovano numerose opere idrauliche di adduzione e scarico delle acque, ivi incluse vasche di accumulo e un pozzo con camera sotterranea. La forma ricorda i pozzi sacri nuragici, con un vestibolo privo di sedili e una scalinata che conduce alla sorgente sotterranea contenuta in una camera sotterranea. Tuttavia la forma della camera è quadrata; essa non trova riscontro nei templi a pozzo sardi che hanno sempre camere circolari e sub circolari, ma alcune fonti sacre nuragiche hanno camere di forma quasi quadrata. Il portale di accesso alla camera, forma trapezoidale, è sormontato da uno spesso architrave. I primi cinque gradini della scala sono esterni al portale.
Il pozzo si trova nella città bassa sul lato sudoccidentale del tempio. L'architrave è decorato con un rilievo che rappresenta una figura umana con cappello rotondo, orecchini e la mano alzata davanti alla testa in un gesto di preghiera. Questa figura è probabilmente il Gran Re: di fronte a lui sono ancora visibili i resti di un altro personaggio che potrebbe essere interpretato come un dio di fronte al quale il Gran Re sta compiendo un gesto di adorazione.
Nei culti ittiti l'acqua aveva carattere sacro ed era considerata elemento di purificazione ed usata per riti lustrali. I testi ittiti rivelano il carattere sacro delle acque tramite culti attribuiti a sorgenti e fiumi. I luoghi dell'acqua sacra venivano anche usati per la divinazione. L'ordalia, prevista dalla legge ittita, veniva indicata dall'espressione "andare al fiume".

### Pozzo di Kerč'
Sorge nella zona archeologica dell'antica città di Panticapeo presso l'attuale città di Kerč' in Crimea risulta essere molto più recente dei pozzi sacri sardi in quanto risale al V–IV secolo a.C.

## Archeoastronomia

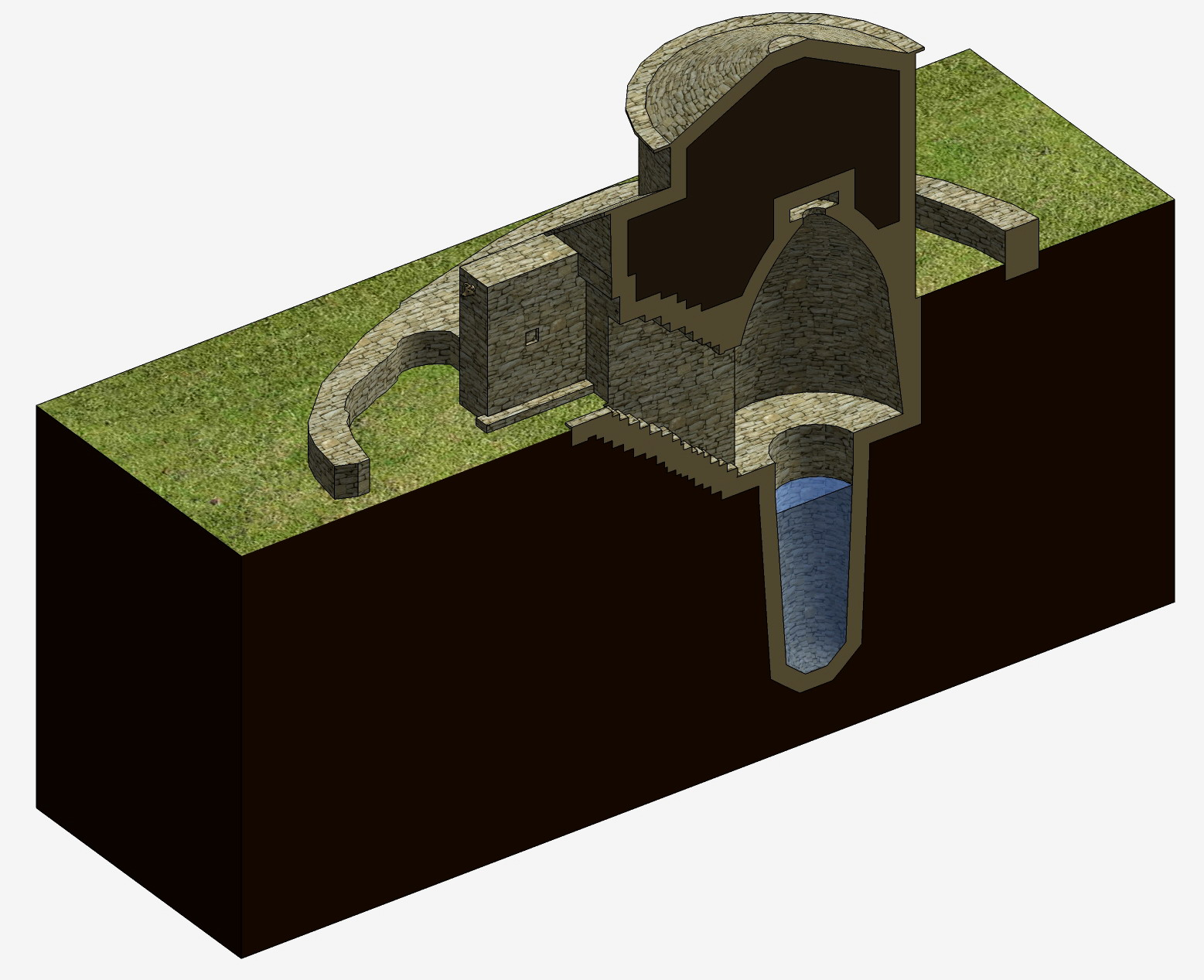
Ipotesi ricostruttiva del Pozzo sacro Funtana Coberta di Ballao

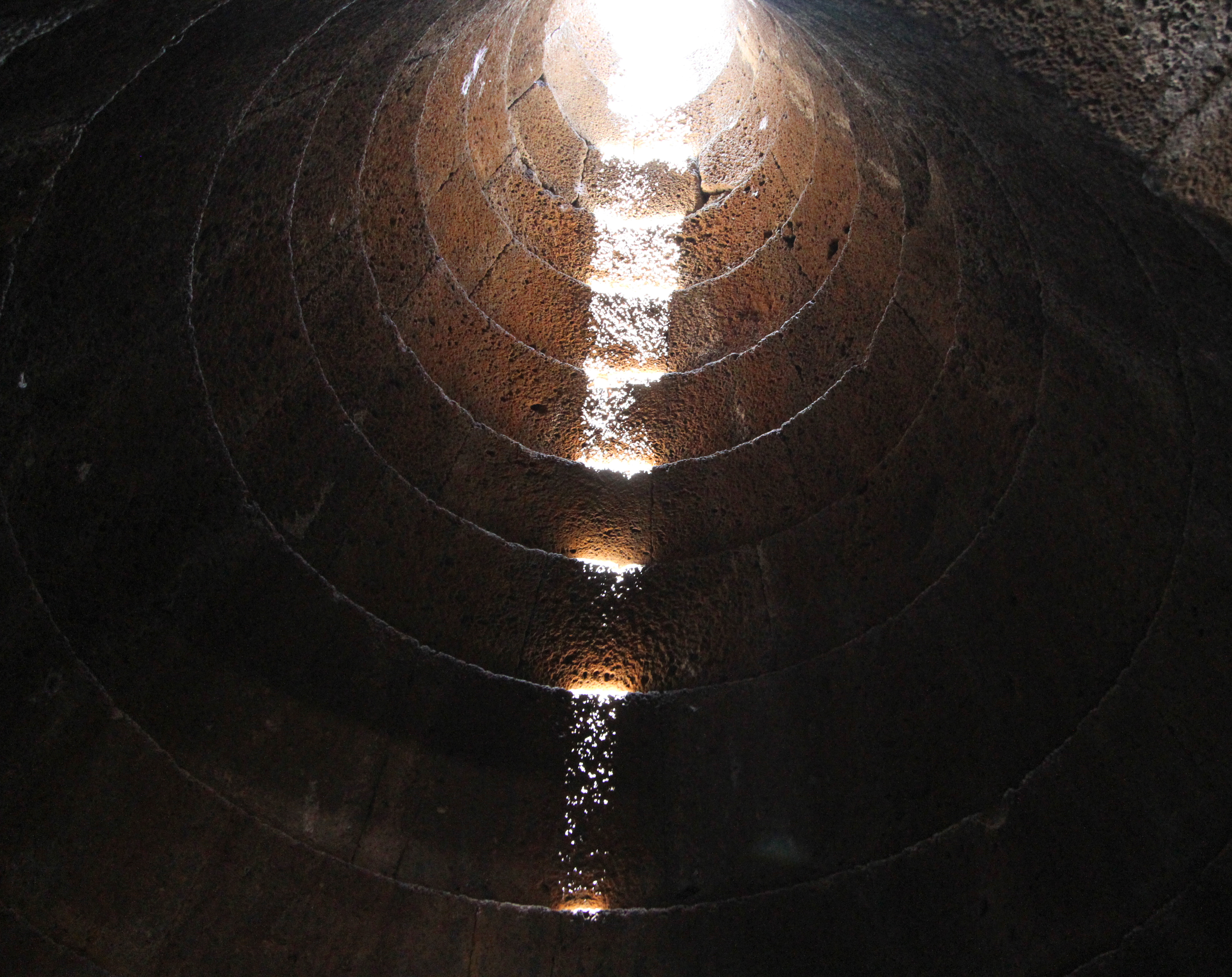
Effetto del sole che penetra dall'oculus nel pozzo di Santa Cristina

Secondo alcuni studiosi di archeoastronomia i pozzi sacri avrebbero potuto essere osservatori lunari e solari. In particolare il pozzo sacro di santa Cristina, secondo Lebeuf, sarebbe stato un osservatorio astronomico «tra i più perfetti dell'antichità»: la luna, Infatti, si riflette ogni 18,16 anni sull'acqua nel fondo del pozzo, attraverso l'oculus (foro sommitale) della tholos, in occasione della sua declinazione massima nel suo ciclo mensile. La particolare conformazione della mutatura isodoma del pozzo di Santa Cristina con il filare superiore leggermente arretrato rispetto a quello inferiore consentirebbe di avere una misura, definita dai riflessi della luce lunare in funzione della posizione dell'astro. Tutto ciò sarebbe la prova della profonda conoscenza astronomica dei popoli nuragici.
Anche le osservazioni del sole fanno parte di possibili culti nuragici, in particolare attraverso la scalinata di accesso al pozzo come evidenzia Juvanec per il pozzo di Santa Anastasia di Sardara. L'effetto combinato del sole attraverso l’oculus della tholos ed i gradini della scala avrebbe costituito l’elemento di distinzione di questo pozzo sacro. Lo stesso Juvanec sottolinea che la scala di accesso dei vari pozzi presi in esame ha orientamenti differenti (solo Santa Anastasia è orientata a sud) cosa che potrebbe mettere in ombra la teoria dell'osservatorio solare. Altri pozzi sacri hanno la scalinata di accesso diretta nei quadranti sud-ovest e sud-est, ma mai perfettamente a sud
Le ipotesi che vedono i pozzi sacri come di osservatori lunari o solari verrebbero meno stando alle ricostruzioni accreditate presso gli archeologi, secondo le quali sia la falsa cupola sia il vestibolo dei pozzi sacri avevano strutture in elevazione dotate di copertura, che raggiungevano altezze notevoli e che quindi avrebbero chiuso l'accesso dei raggi solari e lunari non solo dall'oculus della tholos, ma anche dalla scala che conduce all'acqua sacra. Secondo Moravetti ad esempio, il pozzo di Santa Cristina era dotato di una struttura in elevazione che copriva completamente l'oculus della tholos al possibile uso astronomico. Va però detto che nel pozzo Is Pirois di Villaputzu, che presenta una struttura che sovrasta la tholos del pozzo (indicata come "nuraghe monotorre" in alcune descrizioni), anch'essa coperto da una tholos, in parte distrutta, il foro sommitale della tholos inferiore è aperto.

## Siti più importanti in Sardegna

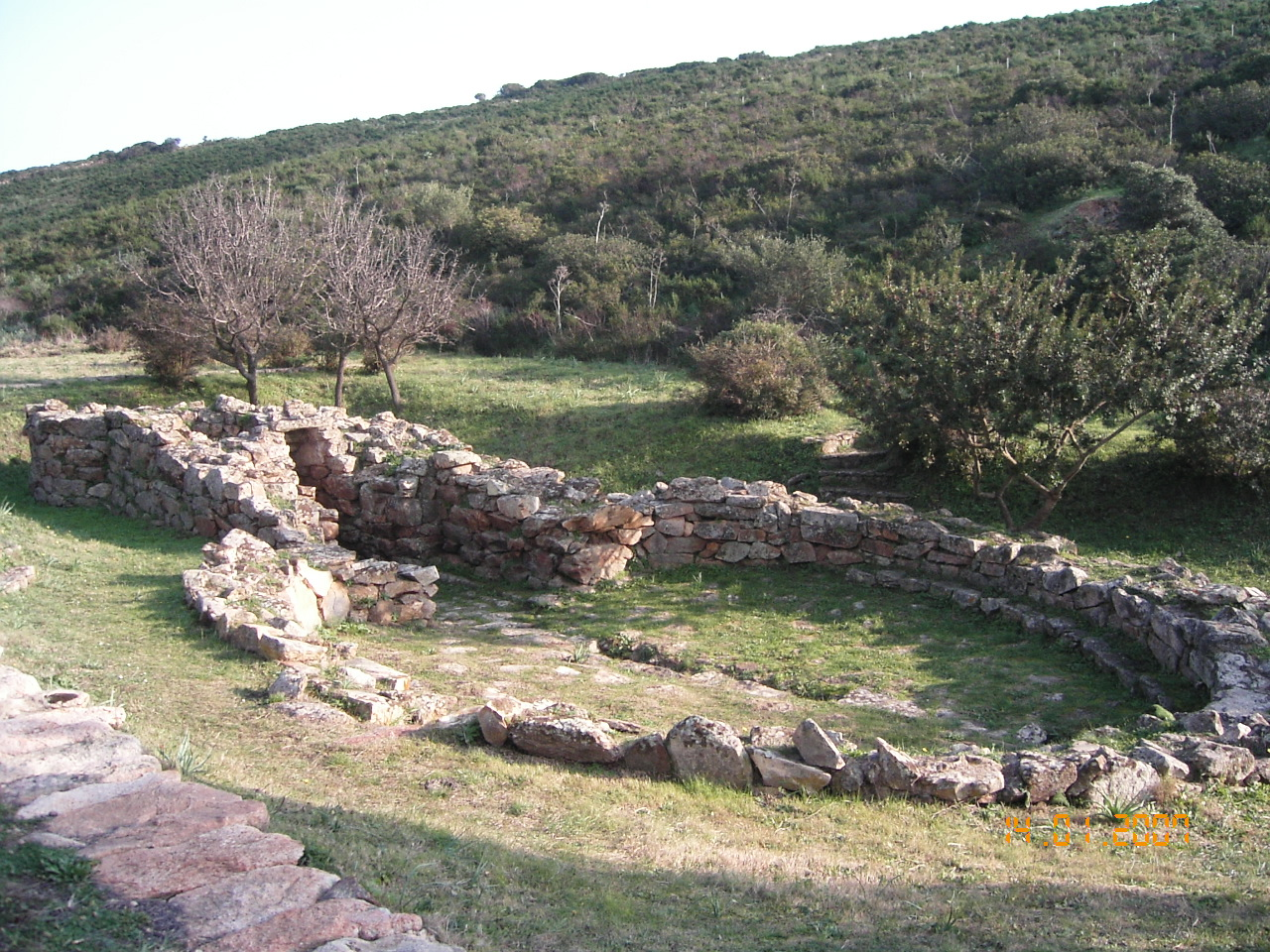
Il pozzo sacro di Sa Testa

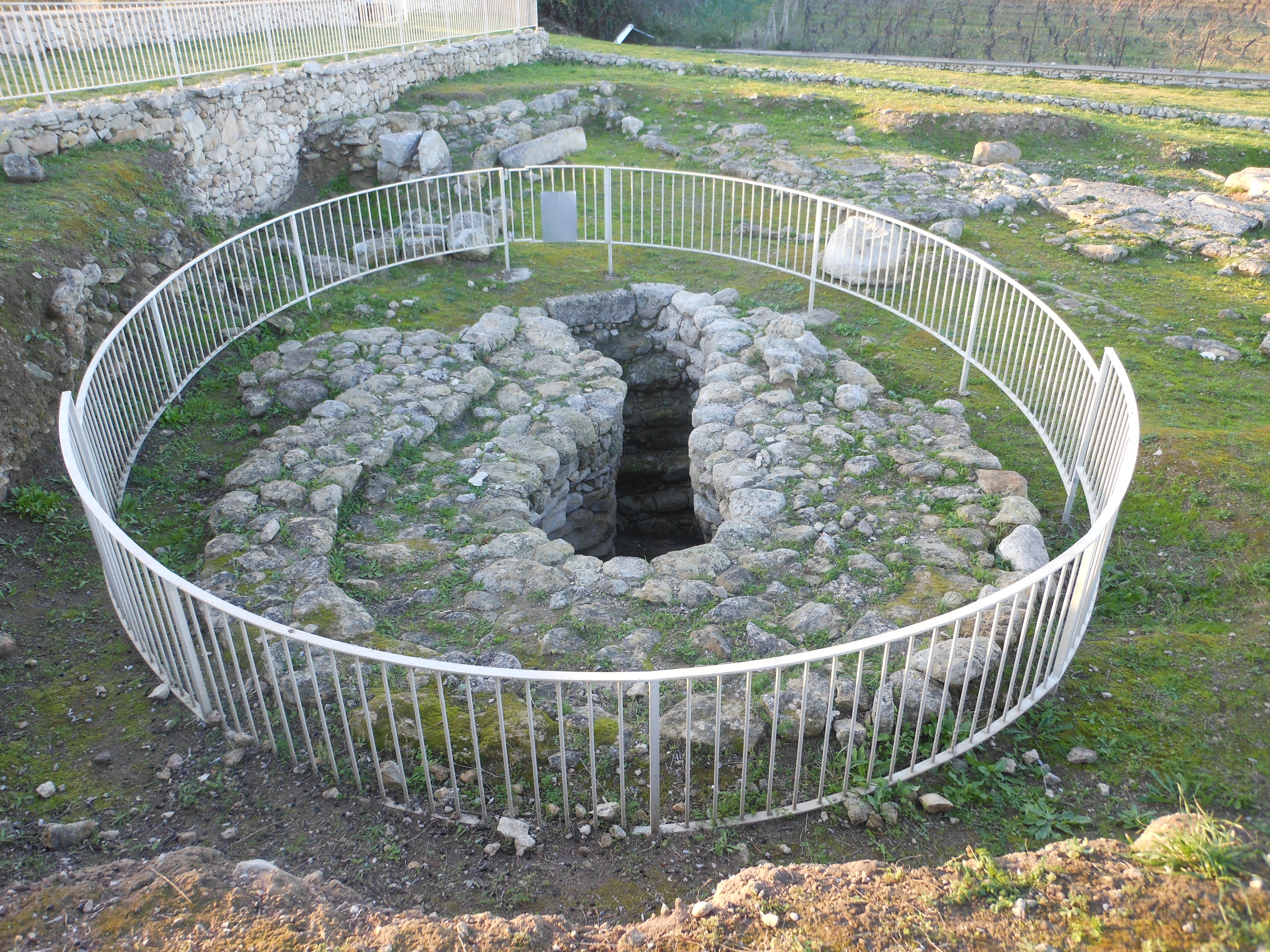
Il pozzo sacro di Serra Niedda

### Pozzi sacri
- Pozzo sacro di Abini a Teti
- Pozzo sacro di Calagostea a Bonorva
- Pozzo sacro di Cantaru Addes a Bonorva
- Pozzo sacro di Coni (o Santu Milanu) a Nuragus
- Pozzo sacro di Cuccuru is Arrius a Cabras
- Pozzo sacro di Cuccuru Mudeju a Nughedu San Nicolò
- Pozzo sacro di Cuccuru Nuraxi a Settimo San Pietro
- Pozzo sacro di Forraxi Nioi a Nuragus
- Pozzo sacro di Frades Mereos a Ploaghe
- Pozzo sacro di Funtana Coberta a Ballao
- Pozzo sacro di Funtana Sansa a Bonorva
- Pozzo sacro di Gonone a Dorgali
- Pozzo sacro di Grutt'Acqua a Sant'Antioco
- Pozzo sacro di Gutturu Caddi a Guasila
- Pozzo sacro di Irru a Nulvi
- Pozzo sacro di Is Cramoris a Escalaplano
- Pozzo sacro di Is Murdegus a Nurri
- Pozzo sacro Is Pirois a Villaputzu
- Pozzo sacro di Is Trigas a Guspini
- Pozzo sacro di Korona Arrubia a Guasila
- Pozzi sacri di Matzanni a Vallermosa
- Pozzo sacro di Milis a Golfo Aranci
- Pozzo sacro di Monte Carru ad Alghero
- Pozzo sacro del Santuario nuragico di monte Sant'Antonio a Siligo
- Pozzo sacro di Musuleu a San Nicolò Gerrei
- Pozzo sacro di Nieddiu a Nurallao
- Pozzo sacro di Noddule a Nuoro
- Pozzo sacro di Padente a Lanusei
- Pozzo sacro di Pauli Atzuvai a Mogoro
- Pozzo sacro di Pedru Cossu a Domusnovas
- Pozzo sacro di Perdu Isu a Gairo
- Pozzo sacro di Predio Canopoli a Perfugas
- Pozzo sacro di S’Abba Druche a Bosa
- Pozzo sacro di Sa Brecca a Tertenia
- Pozzo sacro di Sa Cherchizza a Siligo
- Pozzo sacro di Sa Linnarta (o Osana) a Orosei
- Pozzo sacro di Sa Mitza de Nieddinu a Guspini
- Pozzo sacro di Sa Testa a Olbia
- Pozzo sacro di San Salvatore a Cabras
- Pozzo sacro di Sant'Anastasia a Sardara
- Pozzo sacro di Santa Cristina a Paulilatino
- Pozzo sacro di Santa Vittoria a Serri
- Pozzo sacro di Santi Iacci a San Nicolò Gerrei
- Pozzo sacro di Santu Sarbadori a Gonnosnò
- Pozzo sacro di Serra Niedda a Sorso
- Pozzo sacro di Sos Nurattolos ad Alà dei Sardi
- Pozzo sacro di Su Posidu ad Alà dei Sardi
- Pozzo sacro di Su Presoni a Cardedu
- Pozzo sacro di Su Putzu a Orroli
- Pozzo sacro Su Romanzesu a Bitti
- Pozzo sacro di Su Trambuccone a Olbia
- Pozzo sacro di Tattinu a Nuxis

### Fonti sacre
- Fonte sacra di Funtana 'e Baule a Ittireddu
- Fonti sacre di Gremanu a Fonni con annesso acquedotto nuragico[27]
- Fonte sacra di Li Paladini a Calangianus
- Fonte sacra di Mitza Pidighi a Solarussa
- Fonte sacra di Niedda a Perfugas
- Fonte sacra di Noddule a Nuoro
- Fonte sacra di Puntanarcu a Sedilo
- Fonte sacra di Sa Niera a Pattada
- Fonte sacra di Sa Sedda 'e sos Carros a Oliena
- Fonte sacra di Sos Nurattolos ad Alà dei Sardi
- Fonte sacra di Su Lumarzu a Bonorva
- Fonte sacra di Su Tempiesu a Orune